# トム・ブレイディ
トーマス・エドワード・パトリック・ブレイディ・ジュニア（Thomas Edward Patrick Brady Jr., 1977年8月3日 - ）は、アメリカ合衆国カリフォルニア州サンマテオ出身の元プロアメリカンフットボール選手。ポジションはクォーターバック。
2000年シーズンから2019年シーズンまでNFLのニューイングランド・ペイトリオッツ、、その後はタンパベイ・バッカニアーズでプレーした。愛称はトム・トリフィック、TB12。NFLを代表する選手の1人であり、アメリカ史上最も偉大なアスリートと評される。
2000年のNFLドラフトにて、6巡全体199位でペイトリオッツから指名を受けプロ入りを果たすと、2年目から先発QBに定着し、同年にチームを球団史上初のスーパーボウル制覇に導いた。以降2021年シーズンまで負け越したシーズンは一度もなく、いずれもQBとしてリーグ史上最多となる18度の地区優勝、14度のカンファレンスチャンピオンシップ進出と10度のカンファレンス制覇、さらには同ポジションでそれぞれ歴代最多となる7度のスーパーボウル制覇と5度のスーパーボウルMVP獲得を達成している。このほか14度のプロボウル、3度のNFL MVPと2度のリーグ最優秀攻撃選手に選出された。リーグMVPとスーパーボウルMVP双方の複数回受賞は、ブレイディと彼の幼少期のアイドルであったジョー・モンタナの2人しか達成していない快挙である。
彼のプロ入りと同年にペイトリオッツのヘッドコーチ（HC）に就任したビル・ベリチックと共に、2000年代のNFL界に"Patriots Dynasty（ペイトリオッツ王朝）"と呼ばれる一時代を築き上げた。プレーオフ並びにスーパーボウルでの勝利数やTDパス・獲得ヤード数、連勝記録など、様々なNFL記録を保持しており、ジョー・モンタナや長年のライバル関係にあったペイトン・マニングらと共に、NFL史上最高のQBの1人と評されている。

## 経歴

### 幼少期から高校時代
サンフランシスコにほど近いカリフォルニア州サンマテオで生まれる。幼い頃からサンフランシスコ・49ersのファンで、モンタナは彼のアイドルだった。4歳の時には、かの有名な「ザ・キャッチ」をスタジアムで目撃している。
サンマテオと姉妹都市である大阪府豊中市との少年野球団同士の交流の一環で来日し、数週間日本の家庭で過ごしたことがある。
出身高校は地元サンマテオのジュニペロ・セラ高校で、同校はNFLの殿堂入りワイドレシーバー（WR）であるリン・スワンや野球選手のバリー・ボンズなど多くのスポーツ選手が輩出している。高校時代までは野球もプレーしており、 1995年のMLBドラフト18巡目（全体507位）でモントリオール・エクスポズから捕手として指名されるなど、当時はフットボール選手としてよりは野球選手として知られていた。フットボールを始めたのは高校1年生からで、この時は0勝8敗1分けのチームで控えQBを務めた。先発QBを務めていた選手がバスケットボールに専念するためにチームを離れたことで、2年目からは先発QBとして定着する。初めての先発試合では、試合時間残り2分から5点差をひっくり返す決勝TDドライブを決めてチームに逆転勝利をもたらすなど、2シーズンで11勝9敗の成績を収めた。

### 大学時代

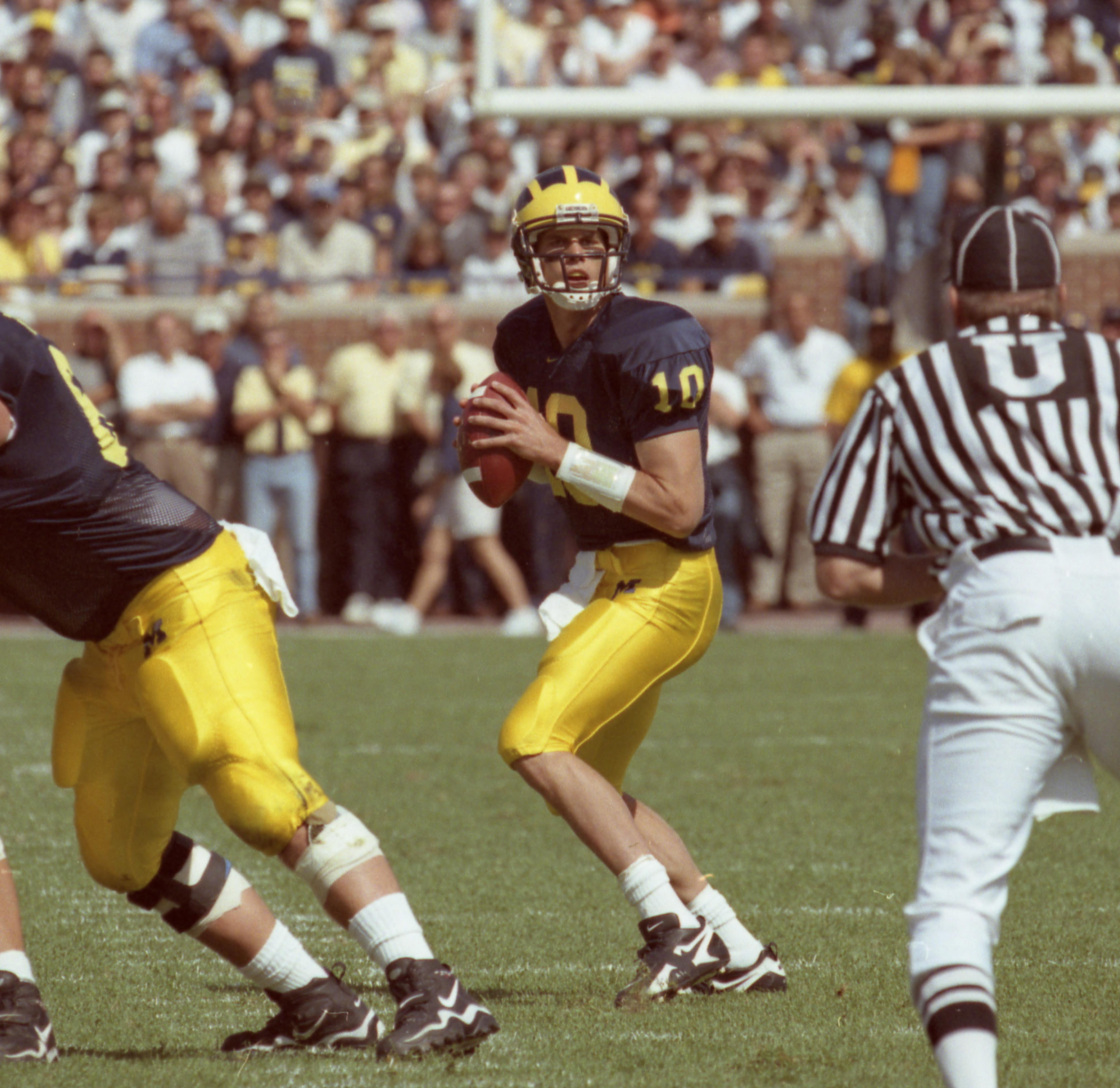
ミシガン大学時代（1999年）

1996年にミシガン大学に入学する。チームには後のプロボウルQBであるブライアン・グリーシーなどが在籍しており、ブレイディは当初7番手QBだった。グリーシーに率いられたチームは1997年に無敗シーズンをおくり、ローズボウルを制覇して全米チャンピオンに輝いた。先発QBを務めたかったブレイディにとって、最初の2年間は苦しい時期だった。グリーシーが卒業した後の3年目のシーズンは、ブレイディにとってようやく先発QBの座を得られるであろう待望のシーズンだったが、チームは後にMLBのニューヨーク・ヤンキースやNFLのダラス・カウボーイズでプレーすることとなる大物新人ドリュー・ヘンソンに大きな期待をかけていた。このような不遇の時期を過ごしていたこともあり、ブレイディは度々転校も考えたが、チームのアスレティック・ディレクターを務めるグレッグ・ヘイデン（オリンピックの金メダリストであるマイケル・フェルプスなど、数多くのアスリートの心理サポートを行ったことで有名）の助けも借りながら、無事この年の先発QBの座を射止める。しかし4年目には再びヘンソンとのポジション争いが熾烈となり、チームはブレイディを先発QBとして起用しながらも、第2Qにはヘンソンに交代し、その上で後半にどちらを起用するかを決定するという併用策を用いた。そんな状況下でミシガン大は開幕5連勝の好スタートを切るが、迎えた第6週、ライバルであるミシガン州立大学との一戦で、チームは17点のビハインドを負う。この日はヘンソンが後半のQBとして起用されていたが、ヘッドコーチのロイド・カーはブレイディを再起用し、最終的に敗れたものの、31-34の接戦にまで持ち込んだ。ブレイディは翌週の試合でもパス獲得300ヤード超えのパフォーマンスを見せ、QBのポジション争いに終止符を打った。以降すべての試合でフルタイムのQBを務めると、ペンシルベニア州立大学戦を筆頭に度重なる逆転勝利を演出し、一部から「カムバック・キッド」と呼ばれるようになった。大学でのキャリア最終戦となったオレンジボウルではアラバマ大学と対戦し、14点のビハインドを2度乗り越えた末、オーバータイムにもつれた激戦を35-34で制した。ブレイディは369ヤード、4TDを投じる活躍でチームの勝利に貢献した。
ブレイディは大学最後の2年間を先発QBとして過ごし、25試合で20勝を記録した。ミシガン大学でのブレイディの通算成績は、パス試投711回中443回成功、5351ヤード、35TDというものだった。

#### 大学時代の通算成績
| 年度 | チーム   | 試合 | パス      | パス      | パス      | パス        | パス             | パス | パス | パス          | ラン      | ラン        | ラン             | ラン |
| 年度 | チーム   | 出場 | 成功 回数 | 試投 回数 | 成功 確率 | 獲得 ヤード | 平均 獲得 ヤード | TD   | Int  | レイテ ィング | 試行 回数 | 獲得 ヤード | 平均 獲得 ヤード | TD   |
| ---- | -------- | ---- | --------- | --------- | --------- | ----------- | ---------------- | ---- | ---- | ------------- | --------- | ----------- | ---------------- | ---- |
| 1996 | ミシガン | 2    | 3         | 5         | 60.0      | 26          | 5.2              | 0    | 1    | 63.7          | —         | —           | —                | —    |
| 1997 | ミシガン | 4    | 12        | 15        | 80.0      | 103         | 6.9              | 0    | 0    | 137.7         | 2         | -14         | -7.0             | 0    |
| 1998 | ミシガン | 12   | 200       | 323       | 61.9      | 2427        | 7.5              | 14   | 10   | 133.1         | 54        | -105        | -1.9             | 2    |
| 1999 | ミシガン | 11   | 180       | 295       | 61.0      | 2217        | 7.5              | 16   | 6    | 138.0         | 34        | -31         | -0.9             | 1    |
| 計   | 計       | 29   | 395       | 638       | 61.9      | 4773        | 7.5              | 30   | 17   | 134.9         | 90        | -150        | -1.7             | 3    |

#### NFLドラフト
こうして最後の2年間は上々のシーズンを送ったブレイディであったが、2000年のNFLドラフトでは高い評価を得ることができなかった。あるレポートでは「貧相な体格で、細く痩せこけており、機動力とラッシュをかわす能力を欠いていて、強肩でもない」と評価されていた。彼に興味を示してミシガン大のHCロイド・カーの元に電話をかけたのは、ペイトリオッツのたった1チームだけだった。カーは電話越しに、「ボビー（ペイトリオッツの人事を担当していたボビー・グリア）、ブレイディを指名して後悔することは決してないだろう」と伝えた。指名が遅れた理由としては、スカウティング・コンバインでの低調なパフォーマンスとアスリートらしからぬ貧相な体型が挙げられる。また多くのプロ関係者は、3年目に先発に定着しながら、一時的とはいえ4年目にブレイディがヘンソンと併用で起用されることになった事実を懐疑的に見ていた。ブレイディの憧れのチームであった49ersは、この年にQBの指名を狙っていたチームの1つであったが、当時のHCであるスティーブ・マリウチは「我々はトムのことを全て知っていた」としながらも、「ウエイトルームじゃ見かけられないような」体型と40ヤード走での5.2秒という低調な記録を指摘し、さらに「彼のパスが我々を驚嘆させたか？そんなことはなかった。まさにシュートするようなパスを投げる選手は他にいたが、彼はむしろ『まずまず』といった具合だった。ミシガンのコーチたちが机の上に立って『これはジョー・モンタナ以来の最高傑作だ』と言ったと思うかい？ノーだ。かすりもしないよ。だから彼らもブレイディとドリュー・ヘンソンを併用したのさ」と続けた。チームは3巡目でジオバーニ・カルマージを指名したが、レギュラーシーズンで一度もパスを投げることなくリーグを去った。のちにブレイディは、自身が大ファンであった49ersがカルマージを指名した時のことを「発狂ものだったよ」と回顧している。
最終的にドラフト6巡目でブレイディを指名することとなったペイトリオッツは、この年からQBコーチを務めていたディック・レイバインが、ブレイディを「チームのシステムに最もフィットするQB」と高く評価していた。ブレイディのスカウトを担当したレイバインは彼の妻に、新たなジョー・モンタナやブレッド・ファーブを見つけた、と語り、「20年後、トム・ブレイディの名は知れ渡っていることだろう」と続けた。しかし、チームはスーパーボウル出場経験もあるエースQBドリュー・ブレッドソーを含め3人のQBを抱えており、同ポジションのニーズの低さから指名を見送っていた。またHCのベリチックは、ミシガン大が先発QBの座をブレイディからヘンソンに明け渡そうとした事実を慎重に見ていた。当時のGMだったスコット・ピオリによると、チームは3巡目からブレイディの指名について話し出したという。しかし上記のような理由からその後も指名を見送り続けた。オーナーのロバート・クラフトによると、5巡目に入ったとき、ベリチックは「ワオ。まだブレイディが残っているのか」と漏らしたという。そしてドラフト6巡・全体199番目の指名権にて、ペイトリオッツはようやくブレイディを選択した。ブレイディの前には、後のプロボウルQBであるチャド・ペニントン、マーク・バルジャーなど合わせて6人のQBが指名されていた。2011年にESPNは、ブレイディとブレイディの前に指名された6人のQB達の人生を追った"The Brady 6"というドキュメンタリーを作成した。ドラフト当時を回顧したブレイディは、指名が遅れた悔しさや長年支えてくれた両親への思いなどから涙を浮かべた。ドラフトされた瞬間については「最高に興奮したよ。『これで保険会社のセールスマンにならなくてすむんだ！俺は指名されたよ、ありがとう神様！』ってね」と振り返っている。
以降の活躍も相まって、ブレイディはNFLドラフト史上最高の掘り出し物だと評する声が多い。

### ペイトリオッツ時代

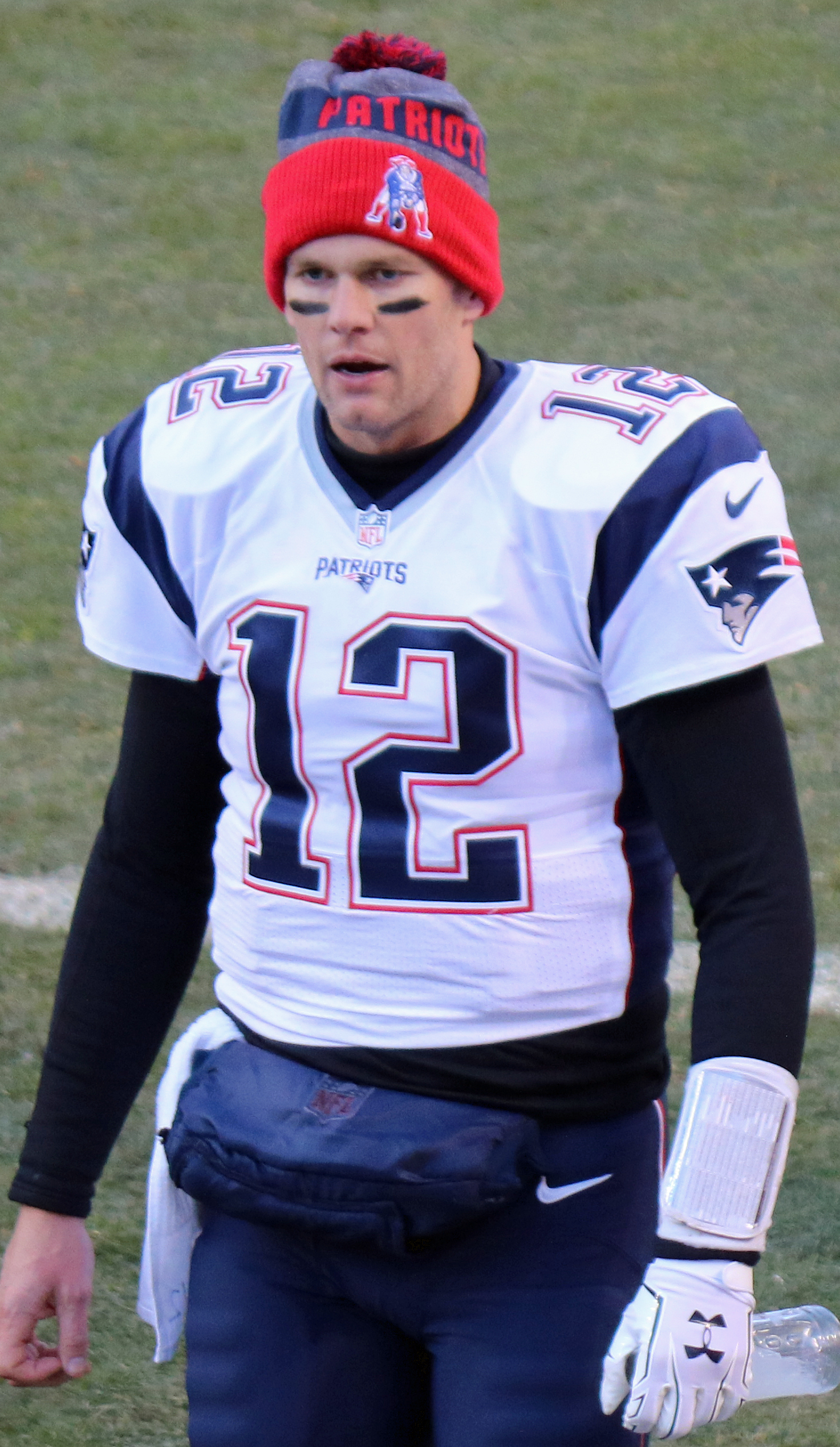
ニューイングランド・ペイトリオッツ時代（2016年）

#### 2000年シーズン
ブレイディはドラフト指名を受け、ニューイングランド・ペイトリオッツに入団した。チームのオーナーであるロバート・クラフト に初めて名前を呼ばれたときには、誤って「カイル」と呼ばれた（オーナーがタイトエンド（TE）のカイル・ブレイディと混同したため）。ブレイディは「ミスター・クラフト、僕を指名したことは今まであなたの組織が下してきた中で最高の決断です」と真剣に語った。
ペイトリオッツではチームの顔でもあるブレッドソーが先発QBを務めており、チームにはブレイディを含め4人のQBがいた。ルーキーのブレイディは最初のトレーニングキャンプを4番手QBの待遇で過ごし、レギュラーシーズンでは敗戦濃厚になったデトロイト・ライオンズ戦でプロ初出場を果たしたが、同シーズンの出場はこの試合だけであった。ブレイディのプロ一年目はパス3回中1回成功6ヤードTDなし、4人のQBの中で最も少ない出場に終わった。ある日ブレイディはQBコーチが置き忘れたノートブックを好奇心からめくってみると、そこには「反応が遅い」などといった厳しい評価が記されており、「彼は全てにおいてスピードを上げる必要がある」と指摘されていた。

#### 2001年シーズン
チームはオフにブレッドソーと10年総額1億300万ドルという大型契約を結んだ。またブレッドソーの控えとして、ダン・マリーノのバックアップを務めた経験もあるデーモン・ヒュアードを獲得したが、QBコーチのレイバインはブレイディの成長を高く評価した。しかし同年の8月、そのレイバインが心臓発作のため帰らぬ人となった。当時チームはトレーニングキャンプの最中だったため、HCのベリチックとオフェンシブ・コーディネイター（OC）のチャーリー・ワイスが分担でQBコーチの役割を引き継いだ。ベリチックはブレイディのキャンプでのパフォーマンスを高く評価し、彼をブレッドソーに次ぐ2番手QBに指名する。また、プレシーズンで3試合に出場したブレイディのパフォーマンスは、ブレッドソー以上のものだったとも語っている。しかしOCのワイスは、あくまでチームのナンバー1はブレッドソーであり、控えQBに関しても、「コインを投げて裏表で決めてもよかった」ほどブレイディとヒュアードの差は僅かであったと回顧している。
迎えた9月23日、シーズン第2週のニューヨーク・ジェッツ戦で大きな転機が訪れる。10-3と7点差を追う第4Q、エースQBのブレッドソーがモー・ルイスのハードタックルで胸部内出血の重傷を負い、代わりにバックアッパーであったブレイディが出場した。試合には敗れたが、この出来事は前述のペイトリオッツ王朝の始まりとして語られることがある。チームは既に引退していたジム・ハーボーを復帰させようとするなど数名のベテランQBの獲得を考えたものの、最終的にはQBを獲得することはなかった。こうしてブレイディは第3週でプロ初の先発出場を果たすと、後のライバルとなるペイトン・マニング率いるインディアナポリス・コルツを44-13で破ってキャリア初勝利を挙げた。第5週のサンディエゴ・チャージャーズ戦ではキャリア初のTDパスを通すなどしてチームを逆転勝利に導き、第6週ではコルツを相手に3TD、QBレイティング148.3と自身最高のパフォーマンスを見せチームの勝利に貢献した。第15週のマイアミ・ドルフィンズ戦では、トリックプレーで23ヤードのパスレシーブも記録している。ブレッドソーが負傷から復帰してからも先発を任される事となったブレイディは、シーズンでパス2843ヤード18TD、QBレイティング86.5を記録し、先発1年目でプロボウルに選出された。ブレイディの活躍やHCベリチックの指揮するディフェンス陣の奮闘もあり、チームは11勝5敗で地区優勝を果たすと共に、第2シードでプレーオフに進出した。
ホームのフォックスボロ・スタジアムで行われたディビジョナル・プレーオフでは、豪雪の中オークランド・レイダースと対戦した。ブレイディは試合前半にインターセプト（INT）を喫するなど苦戦し、チームも第4Qまで13-3とリードを許すが、その後ブレイディのTDランで追い上げる。3点を追う試合時間残り2分6秒からのドライブでは、疑惑の判定をはさみながらもFG圏内まで進入すると、キッカー（K）のアダム・ビナティエリが45ヤードのフィールド・ゴール（FG）を決め、試合はオーバータイムへ突入する。先にレシーブ権を得たペイトリオッツは、敵陣28ヤード地点での4thダウンギャンブルを成功させるなどしてドライブを進めると、最後は再びビナティエリがFGを決めて16-13でレイダースを撃破した。この試合はタック・ルール・ゲームと呼ばれ、ブレイディとペイトリオッツの運命を大きく左右した試合として知られており、第4Q終盤での疑惑の判定は大きな波紋を呼んだ。AFC第1シードのピッツバーグ・スティーラーズと対戦したAFCチャンピオンシップゲームでは、ブレイディが第2Q途中に負傷するアクシデントに見舞われるも、引き継いだブレッドソーがTDパスを投じるなどして代役を果たした。チームはスペシャルチーム（ST）の活躍もあって試合を優位に進め、24-17でスティーラーズを破り、球団史上3度目となるスーパーボウル出場を果たした。
迎えた第36回スーパーボウルでは、1999年・2001年シーズンのリーグMVPであるQBカート・ワーナーや2000年シーズンのリーグMVPであるマーシャル・フォークなどを擁し、当時「芝の上で行われる最高のショー」（"The Greatest Show on Turf"）と称されたリーグ屈指のオフェンスを誇るセントルイス・ラムズと対戦した。チームはコーナーバック（CB）のタイ・ローのINTでこの試合はじめてのTDを奪うと、第2Q終盤にはブレイディがWRデイビッド・パッテンへTDパスを決め、圧倒的不利と言われていた前評判を覆し、一時はペイトリオッツが17-3で試合をリードした。しかし第4Qにラムズが猛追を見せ、試合時間残り1分21秒というところでスコアは17-17の同点となった。試合はスーパーボウル史上初のオーバータイムにもつれるかと思われたが、ブレイディはタイムアウトを使いきった自陣15ヤードからの攻撃をWRトロイ・ブラウンへのパスなどで敵陣31ヤードまで進め、最後はビナティエリの決勝FGでタイムアップとなる劇的なゲーム・ウイニング・ドライブを決めた。
スーパーボウル制覇を成し遂げたブレイディは、QBとしてNFL史上最も若い（全てのポジションを含めればマーカス・アレン、リン・スワンに次いで3番目に若い）スーパーボウルMVPに輝いた。また24歳でのスーパーボウル制覇は当時のスーパーボウル優勝QB最年少記録であった。NFL史上に残る番狂わせに貢献したブレイディは、以後NFLのスターダムを駆け上がっていく。

#### 2002年シーズン
ブレッドソーが同地区のバッファロー・ビルズへと去り、名実ともにペイトリオッツのエースQBとなったブレイディだったが、チームは序盤から中盤にかけて4連敗を喫するなど、この年はレギュラーシーズンを9勝7敗で終えた。AFC東地区は3チームが9勝7敗で並んだが、同地区内の対戦成績の結果、ジェッツがプレーオフに進出した。ブレイディはリーグ1位の28TDパスを記録したが、QBレイティング85.7、9勝7敗という成績は2017年終了時点でキャリア最低の数字で、開幕戦の故障でシーズンを棒に振った08年を除けば、これがブレイディがプレーオフを逃した唯一のシーズンである。肩に怪我を抱えるなど苦しんだ一年であったが、第10週のシカゴ・ベアーズ戦や最終週のマイアミ・ドルフィンズ戦では劇的な逆転勝利を演出し、チームを最後までプレーオフ争いに導いた。ブレイディはこのシーズン以降数年間に渡り、毎週チームのインジュアリー・レポートに「右肩の怪我」で登録されていたが、この怪我を理由に公式戦を欠場したことは一度もない。

#### 2003年シーズン
第1週のバッファロー・ビルズ戦でブレイディはキャリアワーストの4INTを投じ、チームは31-0で完敗を喫した。第4週でも敗れ2勝2敗とスタートに失敗し、主力の放出と相俟ってHCベリチックに対する批判の声も上がった。しかしその後チームは快進撃をはじめ、第5週からレギュラーシーズン終了まで12連勝を果たした。ブレイディはパス3620ヤード、23TD、レイティング85.9の活躍を収め、チームは14勝2敗で2年ぶりの地区優勝を果たした。ブレイディはMVP投票においてダブル受賞したスティーブ・マクネアとペイトン・マニングに次ぐ票を獲得し、プレーオフではその2人が所属するテネシー・タイタンズとインディアナポリス・コルツをそれぞれ破って3年間で2度目のスーパーボウル進出を決めた。
カロライナ・パンサーズとの対戦となった第38回スーパーボウルでは、29-29の同点で迎えた試合時間残り1分8秒から、最後はビナティエリの41ヤード決勝FGにつながるウイニング・ドライブを完成させ、チームを勝利に導いた。ブレイディは当時のスーパーボウル新記録となる32回のパス成功を含む354ヤード、3TDを投じる活躍を見せ、自身2度目となるスーパーボウル制覇と同大会MVP受賞を成し遂げた。スーパーボウルMVPの複数回受賞はジョー・モンタナ（3回）、テリー・ブラッドショー（2回）、バート・スター（2回）と並んで、NFL史上4人目の快挙となった。

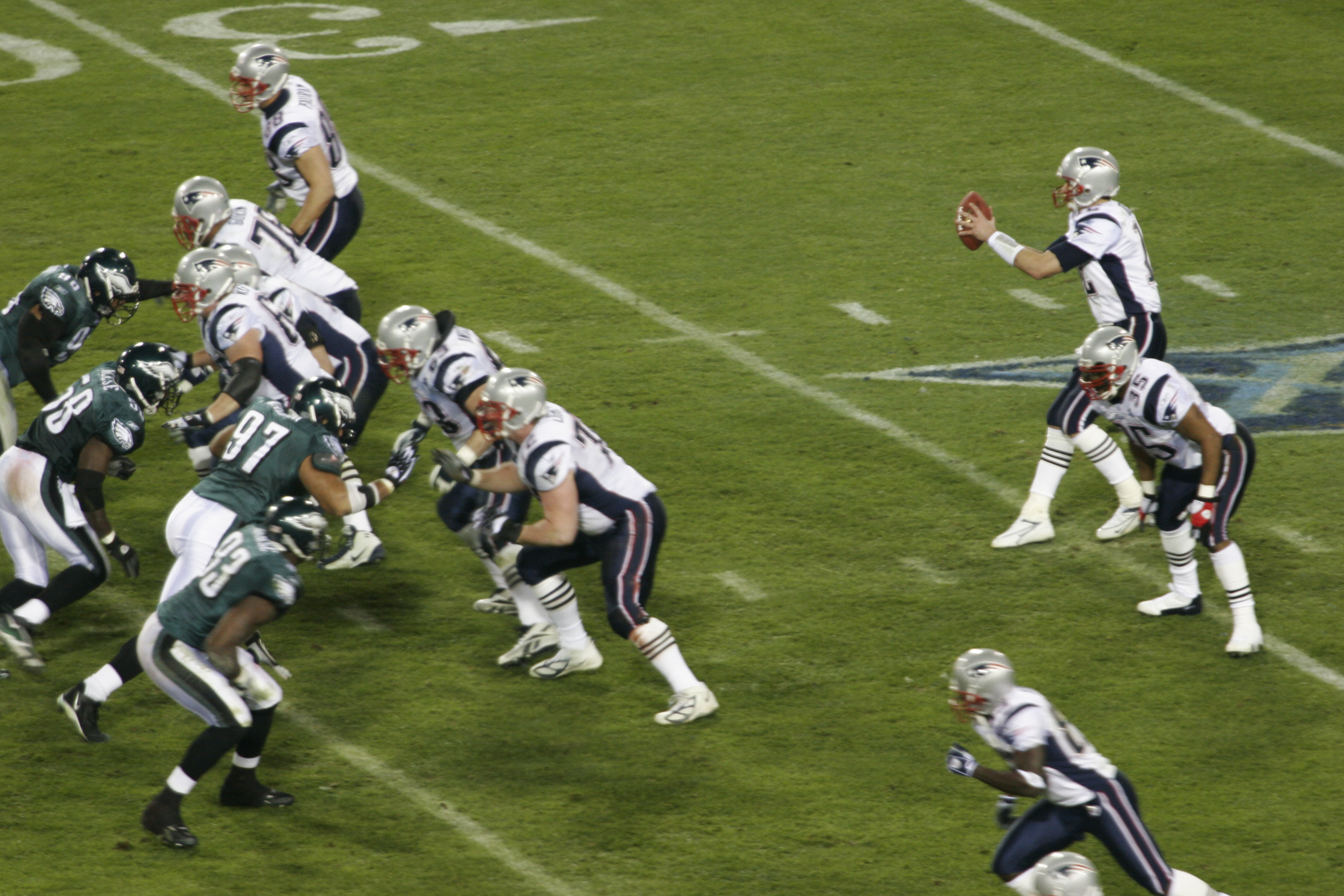
スナップを受けるブレイディと、プレーを開始するペイトリオッツオフェンス陣 2005年2月5日、第39回スーパーボウルにて

#### 2004年シーズン
開幕から第8週でスティーラーズに敗れるまで6連勝を果たし、NFL記録となる21連勝（プレーオフを含む）を達成した。ブレイディはパス3,692ヤード・28TD・レイティング92.6を記録する活躍で、2001年シーズン以来2度目のプロボウルに選出された。チームは14勝2敗で2年連続の地区優勝を果たし、第2シードでプレーオフに進出した。初戦のディビジョナル・プレーオフでは、この年リーグ最多得点を記録したマニング率いるコルツをわずか3点に抑えて完勝（20-3）すると、続くAFCチャンピオンシップゲームではレギュラーシーズンで連勝記録を止められたスティーラーズと再戦し、チームは守備陣がスティーラーズの大物新人QBベン・ロスリスバーガーから3つのINTを奪うと、ブレイディがQBレイティング130.5を記録する活躍を見せ、この年リーグ最少失点を記録したスティーラーズから41点を奪う圧勝（41-27）をおさめた。
フィラデルフィア・イーグルスとの対戦となった第39回スーパーボウルでは、同大会史上初となる同点での第4Qを迎える（14-14）が、そこからペイトリオッツが10点のリードを奪うと、最後はイーグルスの反撃をしのぎきって24-21で勝利をおさめた。MVPはスーパーボウル史上最多タイ（当時）となる11キャッチを記録したWRディオン・ブランチが受賞したが、ブレイディは236ヤード、2TDを投じ、MVPを受賞した過去2回のスーパーボウルよりも高いQBレイティングを記録した。
ブレイディはテリー・ブラッドショー、ジョー・モンタナ、トロイ・エイクマンに次いで、スーパーボウルを3度制覇したNFL史上4人目（4人中最年少）のQBとなった。なお、キャリア最初の5年間で3度のリーグ制覇を成し遂げたQBはNFL史上ブレイディただ一人である。スーパーボウル連覇の偉業に加え、プレーオフ無敗のまま4年で3度のスーパーボウル制覇を成し遂げたブレイディは、"Patriots Dynasty"（ペイトリオッツ王朝）の象徴としてNFLに一時代を築き上げた。

#### 2005年シーズン
オフシーズンに3度のリーグ制覇を支えたオフェンシブ・コーディネーター（OC）のチャーリー・ワイス、ディフェンシブ・コーディネーター（DC）のロネオ・クレネルの両コーチがチームを去った。マット・ライトやロドニー・ハリソン、タイローン・プールなど主力の故障者の続出やディフェンスの不振などに苦しんだチームの中で、ブレイディ自身もスポーツヘルニアの痛みに悩まされるなど、決して環境的に恵まれたシーズンでは無かったが、パス4110ヤード、26TD、レイティング92.3と、これまでで自己最高クラスの成績を記録し、キャリア3度目のプロボウル選出を果たした。加えて、AP通信によるオールプロ・チームのセカンド・チームにも選出された。チームは10勝6敗で3年連続の地区優勝を果たし、ワイルドカード・プレーオフではジャクソンビル・ジャガーズに28-3で完勝をおさめ、NFL新記録となるポストシーズン10連勝を成し遂げた。
しかし、続くディビジョナル・プレーオフでは、敵地インベスコ・フィールド・アット・マイル・ハイでデンバー・ブロンコスに27-13で敗れ、ブレイディはプレーオフ11試合目にして初の敗北を味わった。高校では大舞台に進んでおらず、大学時代は先発出場したボウルゲームで勝利をおさめており、これがまさに自身初のポストシーズンでの敗戦であった。怪我のためプロボウルは欠場したが、試合前のセレモニーに歴代スーパーボウルMVPが招かれた第40回スーパーボウルでは、スーパーボウルMVPの代表としてコイントスを務めた。なお、現役選手として同大会のコイントスを現役選手が務めたのは、これが初めてであった（英語版第40回スーパーボウルの"Pre-game ceremonies"の項を参照）。

#### 2006年シーズン
第39回スーパーボウルMVPのディオン・ブランチと球団記録（当時）となるポストシーズン通算7TDパスキャッチを記録したデイビッド・ギブンズの両先発WRがチームを去り、ベテランのトロイ・ブラウンと新加入のリシェ・コールドウェルを除けば、NFLでの総キャッチ数が全選手あわせて6回というレシーバー陣でトレーングキャンプを迎えた。WR陣は最も多い選手でわずか4TDキャッチと軒並み低い成績に終わるも、チームは昨シーズン不調だったディフェンスが調子を取り戻し、ブレイディはパス3,529ヤード・24TD・QBレイティング87.9の活躍でオフェンスを引っ張った。チームは12勝4敗で地区優勝を決めプレーオフ進出を果たした。
ワイルドカード・プレーオフではニューヨーク・ジェッツに大勝し、続くディビジョナル・プレーオフでは、この年MVPを獲得したRBのラダニアン・トムリンソンを擁する第1シードのサンディエゴ・チャージャーズを、24-21の逆転勝利で破った。しかしAFCチャンピオンシップゲームでは、前半に大きくリードしながらも逆転でインディアナポリス・コルツに敗れ、スーパーボウル進出はならなかった。スーパーボウルや大学時代のボウルゲームを含め、タイトルゲームで敗れたのはキャリア初のことであった。シーズンを通してブレイディは4人の選手にそれぞれ40回以上のパスを通し、24個のタッチダウンパスを11人に投げ分けてタレント不足のチームをチャンピオンシップゲームにまで導いたが、この試合ではコールドウェルが2度に渡って手痛い落球を犯してしまうなど、限界を見せつけられる形となった。なお、QBのフィリップ・リバースが足首の故障で辞退した為、繰り上げでのプロボウル選出を打診されたが、これを断っている（代わりにビンス・ヤングが選出された）。

#### 2007年シーズン
オフにランディ・モス、ウェス・ウェルカー、ダンテ・ストールワースといった新たなWRがチームに加入した。多彩なレシーバー陣を手に入たブレイディはOCのジョシュ・マクダニエルズと共に、レシーバーをフィールド全体に大きく広げるスプレッド・オフェンスを展開した。パサーとしての能力を最大限に発揮したブレイディは、ペイトリオッツと共にNFL史上に残る歴史的なシーズンを送った。
開幕から全試合で34点以上を記録して5連勝を収めると、先発QBとしてレギュラーシーズン通算100試合目となった第6週のダラス・カウボーイズ戦では、当時のキャリアハイとなる5TDパスを決める活躍で48-27の勝利に貢献した。これはブレイディにとってキャリア76勝目（レギュラーシーズンのみ）となり、先発QBとして最初の100試合で76勝という成績はカウボーイズのレジェンド、ロジャー・ストーバックと並ぶNFL記録となった。第7週のマイアミ・ドルフィンズ戦ではキャリアハイを更新する6TDパスを記録し、チームの勝利（49-28）に貢献した。ブレイディはパス25回中21回成功、354ヤードに加え、自身初となるQBレイティング満点（158.3）を記録した。6TDパス、QBレイティング満点はいずれもペイトリオッツの球団記録となった。第8週ではワシントン・レッドスキンズを52-7で破り、開幕8連勝をおさめた。ブレイディは早くもキャリアハイを更新するシーズン30TDパスを記録し、ここまで1試合平均41得点という爆発的なオフェンスを指揮した。第9週では同じく無敗のインディアナポリス・コルツを24-20の逆転で破り全勝対決を制した。ブレイディはこの試合でも3つのTDパスを決め、ペイトン・マニングの持つ8試合連続3TDパス（もしくはそれ以上）の記録を塗り替えた。またベイブ・パリが保持していたシーズン最多TDパスのチーム記録（31）も塗り替えた。
第11週はバッファロー・ビルズを56-10で破り、5TDパスを決めたブレイディはキャリア通算TDパスを185として、スティーブ・グローガンが持つフランチャイズ記録（182）を塗り替えた。第12週ではフィラデルフィア・イーグルスを31-28で破ったが、ブレイディは1TDパスに終わり、3TDパス以上の連続試合記録は10で止まった。第13週のボルチモア・レイブンズ戦では、相手ディフェンスの激しいパスラッシュに苦しむなど第4Q途中で7点のリードを許すが、試合時間残り55秒でジャバー・ギャフニーへの逆転TDパスを通し、27-24で勝利を収めた。ブレイディはシーズン40TDパス以上を記録したNFL史上4人目のQBとなった。第14週のピッツバーグ・スティーラーズ戦では4TDパスを決めて31-13の勝利に貢献し、リーグ最速でプレーオフ進出を決めた。ブレイディはキャリア2度目となるシーズン4000ヤード越えを達成し、このシーズンの通算TDパスを史上歴代3位（当時）の45とした。また、この試合は3TDパス（もしくはそれ以上）を記録したシーズン11度目の試合となり、ダン・マリーノが1984年シーズンに樹立したNFL記録を塗り替えた。第15週のニューヨーク・ジェッツ戦は悪天候もあり、このシーズン唯一TDパスを記録出来なかった試合となったが、ブレイディはQBとしてNFL史上4番目に長い記録となる108試合連続先発出場を達成した。第16週ではマイアミ・ドルフィンズを28-7で破り、レギュラーシーズン全勝に王手をかけた。ブレイディのこの日3つ目のTDパスはチーム全体でシーズン71個目のTDとなり、1984年シーズンのドルフィンズが保持していた当時のNFL記録（70）を塗り替えた。第17週はレギュラーシーズン全勝をかけてニューヨーク・ジャイアンツと対戦した。第2QにブレイディからモスへのTDパスが決まり、モスはジェリー・ライスの持つシーズン最多TDレシーブ22に、ブレイディはペイトン・マニングの持つシーズン最多TDパス49に並んだが、直後のリターンでTDを奪われるなど、一時は12点のリードを許す苦しい展開となる。しかし、第4Qにブレイディがモスに65ヤードのTDパスを通して逆転し、ブレイディはシーズン最多記録となる50TDパス（2013年にペイトン・マニングが塗り替える）、モスはシーズン最多記録となる23TDレシーブを同じプレーで達成する快挙を成し遂げた。その後は逃げ切って38-35で勝利を収め、シーズンが16試合制になってから史上初のレギュラーシーズン全勝を達成した。
初戦のディビジョナル・プレーオフではジャクソンビル・ジャガーズと対戦し、ブレイディはポストシーズンのNFL記録となるパス16回連続成功を果たすなど、パス28回中26回成功、263ヤード、3TDを記録する活躍を見せ、31-20の勝利に貢献した。1試合でのパス成功率92.9％はNFL記録となった。続くAFCチャンピオンシップゲームでは一転して3INTを喫するなど苦戦するが、ディフェンスが奮闘しTDを許さず、チームは21-12でサンディエゴ・チャージャーズに勝利した。ペイトリオッツは1972年にマイアミ・ドルフィンズが成し遂げたシーズン17連勝（当時レギュラーシーズンは14試合制）を塗り替えるシーズン18連勝を達成し、7シーズンで4度目のスーパーボウル出場を果たした。この勝利でブレイディは先発QBとしてNFL史上最速でキャリア100勝目（プレーオフを含む）を挙げた（通算100勝26敗）。これは当時の最速記録だったジョー・モンタナの142試合（100勝42敗）での達成を16試合も塗り替える新記録となった。
1972年シーズンにマイアミ・ドルフィンズが達成して以来のパーフェクト・シーズンが期待される中、ブレイディは2月3日の第42回スーパーボウルを迎えた。対するニューヨーク・ジャイアンツはシーズン最終週でペイトリオッツに敗れて以降調子をあげ、敵地でダラス・カウボーイズ、グリーンベイ・パッカーズを破り、ワイルドカードからスーパーボウル進出を果たした。試合はペイトリオッツ優位と見られていたが、ブレイディは5つのサックを浴びるなどジャイアンツの激しいパスラッシュに苦しみ、試合は予想外のロースコアゲームとなった。それでも第4Q残り2分45秒でモスへのTDパスを決め14-10と逆転したが、最後はイーライ・マニングがデイビッド・タイリーのスーパーキャッチを経た決勝ドライブを決め、ペイトリオッツは14-17で敗退した。
ブレイディはパス獲得ヤード、TDパス、QBレイティングでこの年リーグトップの成績をおさめた。また、当時NFL史上5位となるパス成功398回、同3位のパス4859ヤード、同7位のパス成功率68.9%、同2位のQBレイティング117.2、NFL新記録となる50TDパス（2013年にペイトン・マニングが更新）、更にはわずか8INTと、キャリアで自己最高の成績を記録し、プロボウルとオールプロのファーストチームに選出された。シーズン中はFedEx Expressの選ぶNFL週間最優秀選手に4回（第6週、第7週、第11週、第17週）、AFC週間最優秀攻撃選手に5回（第3週、第6週、第7週、第14週、第17週）、AFC月間最優秀攻撃選手に2回（9月と10月）選出された。これらの活躍を受け、ブレイディは50票中35.5票を獲得して最優秀攻撃選手賞を、そして50票中49票を獲得して自身初のリーグMVPを受賞した。

#### 2008年シーズン
右足の状態が思わしくなく、プレシーズンを全休して迎えた開幕戦のカンザスシティ・チーフス戦で、セイフティ（S）のバーナード・ポラードから膝にタックルを受け、シーズン絶望の大怪我を負った。この怪我でブレイディの連続先発試合出場記録は111試合で途切れた。これを受けてリーグは2009年シーズン以降、QBへの膝下への危険なタックルを通称ブレイディ・ルールとして禁止している。エースQBを欠いたペイトリオッツだったが、その後はQBのマット・キャセルの活躍もあって立て直し、レギュラー・シーズンを11勝5敗の好成績で終えたものの、タイブレークでプレーオフ進出を逃した。

#### 2009年シーズン
当初は膝の感染症を患うなど開幕に間に合うか心配されたが、その後順調に回復し、第1週のバッファロー・ビルズ戦で1年ぶりの公式戦復帰を果たした。試合は第4Q終番で11点のビハインドを許す苦しい展開となったが、試合時間残り2分10秒からブレイディが2つのTDパスを決める劇的な逆転勝利（25-24）を収め復帰戦を白星で飾った。その後は第5週のデンバー・ブロンコス戦でキャリア初のオーバータイムでの敗北（20-17）を喫するなど（無敗での通算7勝はNFL記録だった）、開幕5戦で3勝2敗となるが、第6週のテネシー・タイタンズ戦で6TDパス、QBレイティング152.8を記録し、リーグ史上1976年以来の大差となる圧勝（59-0）を収めた 。この試合で記録した1Q間での5TDパスはNFL記録となった。なお第3週のアトランタ・ファルコンズ戦で節目となるキャリア200個目のTDパスを記録した。116試合目（途中出場を含む）での200TD達成はNFL史上4番目に早い記録となった。
シーズンが進むにつれブレイディは調子を上げていき、右手の薬指と3本の肋骨の骨折を抱えながらも、パス4,398ヤード28TD・QBレイティング96.2の成績をおさめて5度目のプロボウル選出を果たし、この年のカムバック賞を受賞した。しかしながらチームは10勝6敗とキャリアで2番目に悪い成績に終わり、リーグトップのパスレシーブ回数を記録していたWRウェルカーを故障で欠いたワイルドカード・プレーオフでは、ホームでボルチモア・レイブンズに敗れシーズンを終えた。ブレイディはキャリア初のプレーオフ初戦敗退とプレーオフでのホーム敗戦を味わった。
このシーズンはテディ・ブルースキーやロドニー・ハリソン、マイク・ブレイベル、リチャード・シーモアなど、スーパーボウル連覇に貢献した多くのベテラン選手が引退やトレードなどでチームを去ったこともあり、ペイトリオッツは後半での逆転負けを4度も許すなど勝負強さに欠いた。ブレイディは通したパスの約55.5%がモスとウェルカーの両エースWRに偏っており、特にウェルカーには約33%と大きく依存していた（レシーバー不足だった2006年は最も高い選手で約18.7%で2007年は約28%だった）。一方で被サックは16回とこれまでのキャリアで最も少なかった。ブレイディはこのシーズンのチームを「精神的にタフではなかった」と振り返り、自信や信頼の欠如を指摘した。

#### 2010年シーズン
このシーズンが2005年にチームと結んだ6年総額6000万ドルという契約の最終年だったため、新契約やシーズン終了後の去就をめぐる様々な憶測がメディアを賑わせた。シーズン開幕が間近に迫った現地9月9日、2011年シーズンから2014年シーズンまでの4年総額7200万ドル（一年あたりの平均年俸は当時のNFL史上最高額を更新する1800万ドル）という大型契約を結んだ。またその直後、自動車の運転中に交通事故に遭うが、幸い怪我はなくすぐに練習に復帰した。
開幕戦ではシンシナティ・ベンガルズと対戦し、3TDパスを含むQBレイティング120.9の活躍を見せチームの勝利に貢献した。この勝利でブレイディは開幕戦の通算成績を8勝1敗とし、これは1970年以降のQBではロジャー・ストーバックの8勝0敗に次ぐ記録となった。2勝1敗で迎えた第4週のマンデーナイト・フットボールではパス153ヤード、1TDにとどまるも、ディフェンスやスペシャルチームの活躍もあり41-14でマイアミ・ドルフィンズに勝利した。この勝利でブレイディはレギュラーシーズンの通算成績を100勝31敗とし、NFL史上11人目となるレギュラーシーズン100勝を達成した。131試合での100勝達成は、それまでの記録であったジョー・モンタナの139試合を抜いてNFL史上最速記録となった。翌週はバイウィークで試合がなかったが、チームはシーズン終了後の去就が注目されていたWRランディー・モスをミネソタ・バイキングスへとトレードし、数日後にかつてペイトリオッツで2度のスーパーボウル制覇に貢献したディオン・ブランチをトレードで獲得した。迎えた第6週では、昨季のプレーオフで完敗したボルチモア・レイブンズと対戦した。試合は第4Q途中までレイブンズに10点のリードを許す苦しい展開となるが、再加入後初となるブランチへのTDパスを決めるなどして同点に追いつき、レイブンズの攻撃から始まったオーバータイムでは、両チームあわせて5回のパントを経たのち、最後はKスティーブン・ゴストコウスキが決勝FGを決めて23-20の逆転勝利を収めた。この試合でブレイディはオーバータイムでの成績を通算8勝1敗とし、またキャリア通算のウイニング・ドライブ数を30回とした。
その後2連勝を果たすも第9週でクリーブランド・ブラウンズに敗れ6勝2敗となったが、ここからブレイディとペイトリオッツは快進撃を始める。第10週では同じく6勝2敗のピッツバーグ・スティラーズと敵地ハインツ・フィールドで対戦し、ブレイディは新人TEロブ・グロンコウスキーへ3つのTDパスを決めるなど、パス350ヤード、QBレイティング117.4の活躍を見せ、チームは前評判を覆す完勝（39-26）を収めた。第10週ではライバルのインディアナポリス・コルツと対戦し、ブレイディは2TDパスを通すなどして試合を優位に進めると、最後はディフェンスがマニングからこの試合3つ目のINTを奪ってコルツの猛追を振り切り、31-28で勝利を収めた。この勝利でブレイディはレギュラーシーズンでのホームゲーム連勝記録を25とし、1995年シーズンから1998年シーズンにかけてブレット・ファーヴが樹立したNFL記録に並んだ。第11週では伝統の感謝祭ゲームでデトロイト・ライオンズを45-24で破り、ブレイディはパス27回中21回成功、341ヤード、4TDという成績でキャリア2度目となるQBレイティング満点（158.3）を記録した。ブレイディはキャリアでQBレイティング満点を複数回記録したNFL史上6人目の選手となった。試合後にライオンズのセンター（C）のドミニク・ライオーラはブレイディを「まるで外科医のようだ」と評した。
第12週ではペイトリオッツと9勝2敗で並んでいたニューヨーク・ジェッツと対戦した。チームは第2週に敵地での同カードに敗れており、地区首位の座をかけた重要な一戦であったことや、共にAFC最高勝率をおさめていたことなどから、ジェッツのHCのレックス・ライアン自ら「今季最高のゲームになるだろう」と話していたが、ペイトリオッツは序盤からジェッツを圧倒し45-3の完勝を収めた。ディフェンスがジェッツのQBマーク・サンチェスから3つのINTを奪うなどしてジェッツをTDなしに封じたほか、ブレイディはパス29回中21回成功、326ヤード、4TD（QBレイティング148.9）の活躍を見せた。この試合でブレイディはレギュラーシーズンでのホームゲーム連勝記録を26としてNFL新記録を樹立したほか、NFL史上13人目となるキャリア通算250TDパスを記録した。第13週では強風と豪雪の中シカゴ・ベアーズから完勝（36-7）をおさめ、プレーオフ進出を決めた。続く第14週のグリーンベイ・パッカーズ戦でも勝利をおさめ、ブレイディは7試合連続で2TD以上インターセプトなしというNFL新記録を樹立した。また自身キャリア二度目となるシーズン30TDパスを達成した。34-3で勝利した第16週のバッファロー・ビルズ戦でもブレイディは3TDパス、0INTを記録し、自身の記録を8試合連続に更新したほか、第6週のレイブンズ戦で喫して以来パス319回連続インターセプトなしというNFL新記録を樹立した。この勝利でペイトリオッツは2年連続となる地区優勝と2007年シーズン以来となるプレーオフ第1シード獲得を決めた。ブレイディはシーズン最終週のマイアミ・ドルフィンズ戦でも2TDパス、0INTを記録し、チームも38-7で勝利した。ブレイディはシーズンが16試合制となって以降、シーズン全試合で最低1つのTDパスを記録したNFL史上6人目のQBとなった。ペイトリオッツは8試合すべてのホームゲームで勝利をおさめた他、最後は8連勝でレギュラーシーズン（14勝2敗）を終えた。
AFC第1シードのペイトリオッツはディビジョナル・プレーオフで、インディアナポリス・コルツを接戦で破り勝ち上がってきたニューヨーク・ジェッツと対戦した。第12週で大勝していたこともあり、試合はペイトリオッツ有利と見られていたが、チーム最初のドライブでブレイディがレギュラーシーズンと合わせて実に340投ぶりのINTを喫してしまう。その後も5つのサックを浴びるなどジェッツディフェンスに苦しめられ、28-21で2シーズン連続となるプレーオフ初戦敗退を喫した。
ブレイディはパス3900ヤード、36TD、4INT、QBレイティング111.0という成績でレギュラーシーズンを終えた。パス36TD、QBレイティング111.0は、いずれもこの年リーグトップの成績だった。ブレイディは異なる2つのシーズンでQBレイティング110以上を記録したNFL史上初の選手となった。また、このシーズンのINT率0.8％（パス492回中4INT）は当時NFL史上最も低い数字となったほか（パス試投250回未満の選手を除く）、TDパスとINTの比9：1（36TD・4INT）という成績は、自身が2007年シーズンに記録した6.25：1（50TD・8INT）を大幅に塗り替えるNFL記録となった。なお、どちらの記録も2013年シーズンにニック・フォールズが更新（0.6%と13.5：1）したが、2016年シーズンにブレイディが再度その記録を更新（0.5%と14：1）した。
これらの活躍が評価され、ブレイディは自身のキャリア2度目となるシーズンMVPに選出された。同賞の投票では満票を獲得しており、これはNFL史上初の快挙であった。加えて50票中21票を獲得しNFL最優秀攻撃選手に選ばれたほか、自身3度目となるオールプロにも満票で選出された。更にはファン投票でリーグ最多の187万7089票を集め、2年連続6回目となるプロボウル選出を果たした。なお、先発としての選出は2007年シーズン以来自身2度目のことであった。

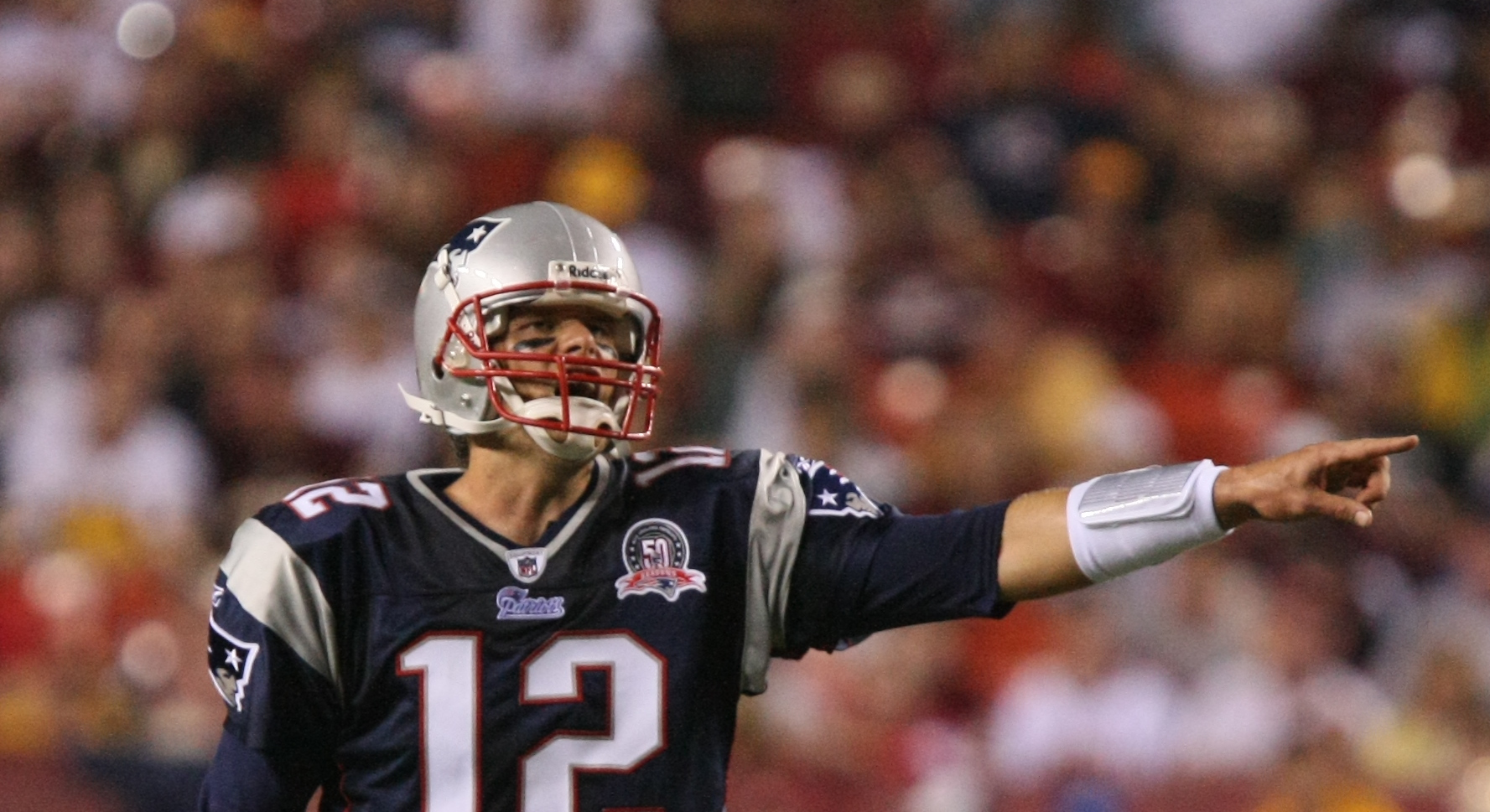
指示を出すブレイディ。2009年8月28日、ワシントン・レッドスキンズ戦にて

#### 2011年シーズン
前年のドラフトで指名した2人のTE、グロンコウスキーとアーロン・ヘルナンデスを中心とするオフェンスが猛威をふるい、ブレイディはシーズンでパス5,235ヤード・39TDを記録した。チームは喪失ヤードでリーグワースト2位と守備陣が苦戦し、シーズン途中にはWRのジュリアン・エデルマンやスペシャルチーマー（ST）のマシュー・スレイターをディフェンスに起用する苦肉の策をうちながらも、リーグ3位のターンオーバー奪取数とブレイディ率いる攻撃陣（得点数・獲得ヤードでそれぞれリーグ3位・2位）が全体を引っ張る形で13勝3敗の好成績をおさめ、AFC第1シードでプレイオフに進出した。
プレイオフでは初戦でティム・ティーボーがQBを務めるブロンコスと対戦し、プレイオフ記録に並ぶ6つのTDパスを決めるなどして圧勝（45-10）する。AFCカンファレンス・チャンピオンシップではレイブンズの守備陣に苦戦するも、第4Qに自らのTDランで逆転すると、最後はレイブンズのKビリー・カンディフのFGが大きく外れ、自身5度目のスーパーボウル進出を決めた。しかしこの試合で、TEとしてNFL記録となるシーズン18TD、1327ヤードを記録する活躍を見せていたグロンコウスキが故障を負ってしまう。
第46回スーパーボウルでは、2007年にパーフェクト・シーズンを阻まれたジャイアンツと再び相対する。ブレイディはこの試合最初のプレーで自殺点を献上してしまうなど、ジャイアンツの守備陣に苦戦を強いられるが、前半残り8秒というところでRBダニー・ウッドヘッドにTDパスを通し、スーパーボウル史上最長記録に並ぶ96ヤードのTDドライブを完結させて逆転する。第3QにもTEヘルナンデスにTDパスを通して17-9とリードを広げるも、その後はスーパーボウルで自身2度目となるインターセプトを喫するなどして追加点を奪えない。試合時間残り4分6秒、敵陣44ヤード地点でブレイディはウェルカーにパスを投じるが、少し高めに浮いたパスをウェルカーはキャッチできず。決まっていればファーストダウン更新で大きく勝利に近づいていたが、次のプレーでもパス不成功に終わり、パントで攻撃権を受け渡すこととなる。ジャイアンツは試合時間残り3分46秒からの攻撃で、QBイーライ・マニングがサイドライン際のWRのマリオ・マニンガムに針に糸を通すような38ヤードのパスを決める。第42回スーパーボウルでのヘルメットキャッチに続くスーパープレーで勢いづいたジャイアンツは、その後もパスを通してペイトリオッツ陣内に侵入する。ペイトリオッツは攻撃時間を残すためにジャイアンツにわざとTDを決めさせブレイディに逆転の望みを託すも、最後のプレーで投じたヘイルメイリー・パスは不成功に終わり、21-17で再びジャイアンツの前に屈することとなった。

#### 2012年シーズン
ブレイディは攻撃の核であるグロンコウスキとヘルナンデスの負傷に苦しめられながらも、パス4827ヤード、34TD（8INT）、QBレイティング98.7を記録する活躍でプロボウルに選出された。チームは獲得ヤード・得点数で共にリーグトップとなるなど、前年に引き続きオフェンスが好調を保った。チームは3勝3敗のスロースタートを切るも、以降レギュラーシーズン最後の10試合で9勝を挙げ、第2シード（12勝4敗）でプレイオフに進出した。
プレイオフではシード明けの初戦でヒューストン・テキサンズと対戦した。この年、テキサンズとはレギュラーシーズン第14週でも戦っており、当時11勝1敗と大躍進を果たしていた同チームを相手に42-14の大勝を飾っていた。その試合で4つのTDパスを決めていたブレイディは、この試合でも3つのTDパスを決めるなどの活躍を見せ、試合は接戦模様の前半から第3Qにペイトリオッツが一気に14点を追加して突きはなし、41-28で勝利をおさめた。この試合でブレイディはモンタナを抜いて、NFL史上最多となるプレーオフ17勝目を手にした。AFCカンファレンス・チャンピオンシップでは2季連続でレイブンズと対戦した。先のテキサンズ戦で負傷したグロンコウスキを欠いて挑んだこの試合では、ブレイディは54回ものパスを投じたものの、2つのINTを喫するなど、今季で引退を表明していたレイ・ルイス率いる相手守備陣に苦戦した。チームは前半を13-7とリードして折り返すも、後半は得点を奪うことができず、28-13で敗れシーズンを終えた。

#### 2013年シーズン
オフシーズンにチームの看板TEコンビの1人だったヘルナンデスが殺人容疑で逮捕され、チームからも放出された。また2007年以降、ブレイディの主要ターゲットとして活躍し、チーム歴代最多キャッチ数記録の保持者でもあったWRのウェルカーが、ライバルのペイトン・マニング率いるブロンコスへ移籍した。グロンコウスキも怪我の為に開幕からの出場が叶わず、チームは06年を思い起こさせるようなレシーバー不足に陥った。
しかしチームは苦戦を交えながらも開幕4連勝を飾ると、第6週のニューオリンズ・セインツ戦では、幾度となく試合終了かと思われるような窮地に達しながら、残り10秒でブレイディが劇的なTDパスを決めて逆転勝利を飾って連敗の危機を脱する。続く第7週で、試合には敗れたもののグロンコウスキが待望の復帰を果たし、第9週では強豪のスティーラーズを相手に55-31の完勝を収める。第12週のデンバー・ブロンコス戦では、前半を0-24の大量ビハインドで折り返すも、後半に28点を連取して一時は逆転に成功する。その後試合はオーバータイムにもつれるが、移籍したウェルカーが絡んだブロンコス側のミスをターンオーバーにつなげ、最後はペイトリオッツがウイニングFGを決めて大逆転勝利を完結させた。第14週のブラウンズ戦でも、チームは試合時間残り2分39秒で26-14のリードを許す厳しい状態に陥るが、残り1分1秒でブレイディがWRエデルマンにこの日初めてとなるTDパスを決めると、続くキックオフで連続攻撃権奪取を目指したオンサイドキックに成功し、最後は残り31秒でWRダニー・アメンドーラへの逆転TDパスを通して劇的な逆転勝利をおさめた。しかしこの試合でグロンコウスキが膝にタックルを受けて大怪我を負ってしまい、シーズン絶望となってしまった。
チームはレギュラーシーズンを12勝4敗で終え、2年連続となる第2シードでのプレイオフ進出を果たした。ブレイディはグロンコウスキの故障も相まってレシーバー不足に悩まされたが、09年にドラフト7巡指名で加入後、ウェルカーの陰に隠れて燻っていたWRエデルマンがキャリア最高となるシーズンを過ごした。ブレイディはパス25TD、4343ヤードに留まるなど、ここ数年と比べて個人成績を大きく下げたが、それでも自身9回目となるプロボウルに選出された。
プレーオフではシード明けの初戦でアンドリュー・ラック率いるコルツと対戦し、チームはランで234ヤード、6TDを記録するなど、地上戦でコルツを圧倒して完勝（43-22）を収めた。3季連続の進出となったAFCカンファレンス・チャンピオンシップでは、長年のライバルであるペイトン・マニング率いるデンバー・ブロンコスと対戦するが、このシーズンに07年のペイトリオッツ並びにブレイディが打ち立てたTD記録を塗り替えるなど、屈指の攻撃力とタレント力を誇ったブロンコスを前に第4QまでTDを奪えず、最終的には26-13で敗れた。
このシーズン、ブレイディはチームに多くの劇的な勝利をもたらしたが、一方で自身のパフォーマンスが下降傾向にあることを一部のメディアから指摘された。フットボール分析サイトであるプロ・フットボール・フォーカスのサム・モンソンは、ブレイディのパフォーマンスが2011年をピークとして下降傾向にあることを指摘し、「ブレイディはもうトップ5に入るQBではない」との記事を発表して大きな反響をもたらした。
半年後、彼はそれが間違いであったことを認めることとなる。

#### 2014年シーズン

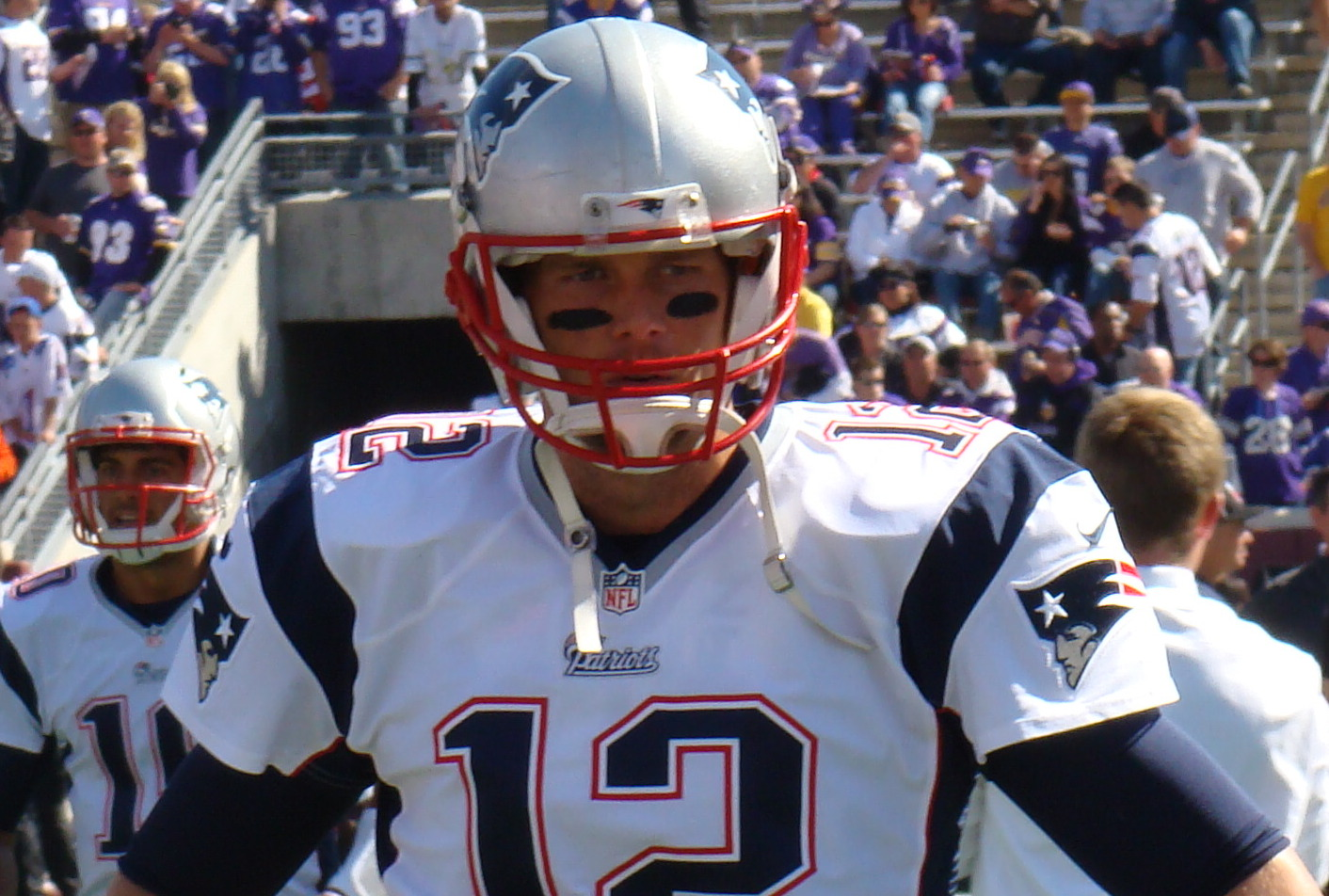
2015年のブレイディ

チームは開幕戦で同地区のドルフィンズに33-20で敗れ、これは2003年以来となる開幕戦での敗戦となった。その後はバイキングスとレイダースに連勝するも、ブレイディは開幕3試合全てでパス獲得は250ヤード未満にとどまり、TDパスは各試合で1つずつのみだった。この間、ブレイディは7度のサックを受けた。そして迎えた第4週のカンザスシティ・チーフス戦で、チームは41-14の大敗を喫する。ブレイディはパス159ヤード、1タッチダウンに抑えられ、さらに各2つのインターセプトとサックを献上した。うち一つのINTはリターンTDだった。ブレイディは第4Qに控えQBのルーキー、ジミー・ガロポロと交代でベンチに退いた。全米放送のマンデーナイト・ゲームで喫したこの大敗を受け、多くのメディアはペイトリオッツのシーズン並びに長年に渡る常勝時代は終わりを迎えたと報じ、様々な解説者たちが痛烈な批判を繰り返した。試合後の会見でベリチックは記者から、QBのポジションも再評価しなおすかと尋ねられた。試合を引き継いだガロポロが好パフォーマンスを見せたからであったが、ベリチックは鼻で笑って答えなかった。後日の会見では、のちに有名になる"We are on to Cincinnati"「我々はシンシナティ（翌週の対戦相手であるベンガルズのこと）に向かっている」というフレーズを13回も繰り返し、ブレイディに関する批判を煙に巻いた。しかしながらベリチックは、結果的にこの試合のハーフタイムが、チーム4度目のスーパーボウル制覇を成し遂げることとなるこのシーズンの転換期であったと、のちに回顧している。敗戦に関して悲観的な見方が多かった中、ベリチックはチームに「良い兆候を見た」と話し、「我々は60分間全てを、もう勝てるチャンスが全くなかった試合終盤さえも、必死にプレーし戦い抜こうとした。私はそれが良い兆候だと思ったよ。良いプレイをしたからではないが、しかし必死にプレイしたことがね」と続けた。
迎えた第5週、チームは開幕から3連勝と波に乗るベンガルズと対戦した。この試合でペイトリオッツは終始ベンガルズを圧倒し、43-17で完勝を収めた。ブレイディはパス292ヤード、2TDを記録して攻撃陣を引っ張った。この試合でブレイディは、リーグ史上6人目となる通算パス50000ヤード獲得を達成した。試合後、この日レシーブ100ヤード、1TDパスキャッチを記録したTEグロンコウスキは、「俺たちはトム・ブレイディをトム・ブレイディにしてやったのさ、君たちが1週間にわたって彼を批判しつくした後に・・・ファンも、何もかもをね。最高の気分だよ」と語った。この試合を機に、ブレイディとペイトリオッツは勝利を積み重ね、第13週でパッカーズに敗れるまで7連勝を果たした。この間のチームの平均得点は37.25点だった。第9週でライバルのペイトン・マニング率いるブロンコスを全く寄せ付けず完勝（43-21）をおさめると、シーズン前に「ブレイディはもうトップ5に入るQBではない」との記事を発表していたサム・モンソンは「ブレイディはトップ5のQBではない。No.1だ」として、ブレイディのパフォーマンスがどのように向上したかを解説する記事を掲載した。同氏は過去数シーズンに渡るパフォーマンスの下降傾向を第5週から大きく覆していると述べ、特にロングパスの精度、プレッシャーを受けた時のパスの正確性が格段に向上していると指摘した。このように、シーズン初期の不調から脱却したブレイディとペイトリオッツは、12勝4敗で地区優勝ならびに第1シードでのプレイオフ進出を決めた。ブレイディはパス4109ヤード、33TDの成績を記録してプロボウルに選出された。
シード明けのプレーオフ初戦では近年のプレーオフで雌雄を争ってきたボルチモア・レイブンズと対戦した。試合は第1Qと第3Qの2度に渡って14点差をつけられる苦しい展開となるが、通常5人のOLを4人にするトリッキーなフォーメーションやWRジュリアン・エデルマンを使ったトリックプレーが功を奏し追いつくと、試合時間残り5分21秒でWRブランドン・ラフェルへのTDパスが決まり、この試合で初めてのリードを奪う。その後はレイブンズの攻撃をしのぎ切り、4年連続となるカンファレンス王座決定戦への進出を決めた。試合後、レイブンズのHCジョン・ハーボーはペイトリオッツが使用したフォーメーションを批判したが、これはルールに則ったものであり、他のチームも既に導入していたプレーであった。AFCチャンピオンシップゲームでは、長年のライバルであるコルツと地元ジレットスタジアムで対戦した。昨年のプレーオフ、そして今シーズンのレギュラーシーズンでもペイトリオッツは地上戦でコルツを圧倒しており、この試合でもRBのリギャレット・ブラントがラン143ヤード、3TDを記録した。守備陣も3つのターンオーバーを奪うなどしてコルツ攻撃陣を封じ込め、45-7で圧勝を収めた。ブレイディは史上最多となる6度目のカンファレンス制覇並びにスーパーボウル出場を決めた。この試合が後述する、ボールに関する空気圧不正問題、通称"Deflategate"（デフレートゲート、デフレート疑惑とも）であり、後に出場停止4日とドラフト権剥奪の処分を受ける事となる。
第49回スーパーボウルでは、連覇を狙うシアトル・シーホークスと対戦した。空気圧問題が大きく取り沙汰され、試合前はHCのベリチックと共にメディア対応に追われた。ブレイディは2度のインターセプトと10点のビハインドを乗り越え、自身通算4度目のスーパーボウル戴冠を果たした。チームは試合時間残り2分少々というところで28-24でリードを奪うも、シーホークスのWRジャーメイン・カースに過去2回のスーパーボウル敗戦を思い起こさせるような奇跡的なキャッチを許すなどして自陣1ヤードまで攻め込まれる。しかし最後は当時無名のドラフト外新人CBだったマルコム・バトラーが値千金のインターセプトを奪い、スーパーボウル史上に残る激戦に終止符を打った。この試合でブレイディは当時のスーパーボウル記録となる37回のパス成功を記録したほか、328ヤードと4つのTDを投じた。特に10点のビハンドを追う第4Qでは、パス15回中13回成功、124ヤード、2TD、QBレイティング140.7を記録する圧巻のパフォーマンスを見せ、爆音軍団の異名で知られるリーグ屈指のシーホークス守備陣を攻略した。この活躍が評価され、自身3度目のスーパーボウルMVPを獲得した。同大会の勝利回数・MVP受賞回数はQBジョー・モンタナに並ぶNFL史上最多タイとなった。なお、この年MVP受賞者にはシボレーのトラックが送られることになっていたが、ブレイディはこれをバトラーに譲っている。

#### 2015年シーズン
自身2度目のリーグ連覇を目指した15年シーズンは、当初リーグから開幕4試合の出場停止処分とドラフト権の上位剥奪が科されていたが、ブレイディ並びにNFL選手協会はこれを不服として連邦地方裁判所に訴えを起こした。担当したリチャード・バーマン判事はリーグの処分を無効としたことで、ブレイディの開幕出場が決まった（詳細は後述の「デフレートゲートと出場停止処分をめぐって」を参照）。なお、開幕戦では試合前に昨年のリーグ制覇を祝うセレモニーが行われ、スタジアムにチームの優勝バナーが掲げられたが、もしブレイディの出場停止処分が執行されていた場合、チームはブレイディの背番号が入ったバナーを代わりに掲げる予定であった。
その開幕戦ではピッツバーグ・スティーラーズを相手に終始リードする展開で試合を優位に進め、28-21で勝利をおさめた。ブレイディはTEのグロンコウスキへの3TDパスを含む計4つのTDパスを決め、チームの勝利に貢献した。その後もペイトリオッツは昨年からの好調を維持し、第10週には因縁の相手であるニューヨーク・ジャイアンツから07年のレギュラーシーズン以来となる勝利を奪うなど、翌週の第11週まで開幕10連勝を果たした。しかしそのジャイアンツ戦で主力WRのエデルマンが、第12週のブロンコス戦ではグロンコウスキが試合中に怪我を負った。2人ともシーズン中に復帰することができたものの、第9週にもこの年のサプライズ的活躍を見せていたRBのディオン・ルイスがシーズン絶望の故障を負っており、シーズン前半の立役者を一気に欠いたペイトリオッツは、最後の6試合で2勝しか挙げることができなかった。ブレイディは主力選手を欠いた後半は苦戦したものの、パス4770ヤード、36TD（7INT）の成績をおさめてチームを牽引し、自身13度目の地区優勝を手にした。また、7季連続11回目のプロボウルにも選出された。
プレーオフでは2014年シーズンの第4週で大敗を喫したカンザスシティ・チーフスと対戦し、盤石の試合運びで27-20の勝利を収めた。この結果、ブレイディは5季連続・通算10回目となるカンファレンス王座決定戦にコマを進めた。迎えたAFCチャンピオンシップでは、ペイトン・マニング率いるデンバー・ブロンコスと対戦した。ペイトリオッツはこのシーズンわずか9TDパスに対し17INTを喫するなど大不調だったマニングとブロンコスの攻撃陣を抑えこむが、逆にブレイディ率いるオフェンス陣もブロンコスの鉄壁パス・ディフェンス陣とLBのボン・ミラーを筆頭とする激しいパスラッシュに苦しめられる。この試合でブレイディは23度のヒットを受けたが、これは自身が受けた過去最高記録を11回も上回る回数だった。試合は8点差を追うペイトリオッツが試合時間残り12秒でTDを決めるも、2ポイント・コンバージョンが失敗に終わり、2年連続でのスーパーボウル進出はならなかった。ペイトリオッツは第1QにTDを決めた後、Kのスティーブン・ゴストコウスキーが自身523回連続で成功していたエクストラポイントのキックを外しており、最終的にはその1点大きく響いた形となった。ブレイディは再三のパスラッシュに苦しめられながらも、パス310ヤード・1TDを獲得し、試合終盤には同点まであと一歩というところまでチームを導いた。しかしながら、4つのサックと2つのINTを喫するなど、試合を通してリズムに乗り切ることができなかった。この試合後、チームは2シーズンに渡ってOLコーチを務めたデイブ・デガグリールモを解雇した。
勝利したブロンコスは、第50回スーパーボウルでもQBキャム・ニュートン率いるカロライナ・パンサーズを鉄壁ディフェンスで攻略し、フランチャイズ史上3度目のリーグ制覇を成し遂げた。この試合を最後に、10年以上に渡ってブレイディと名勝負を繰り広げてきたQBのペイトン・マニングは引退を表明した。LBのボン・ミラーはMVPとなった。選手としての出場は叶わなかった同年のスーパーボウルだが、第50回という節目の大会とあっりコイントスはジョーモンタナがおこなっている。試合前に歴代の同大会MVPが集まるセレモニーが行われ、ブレイディもこれに参加した。しかしながらデフレートゲートの影響に加え、対戦カードが近年のライバルであるブロンコスということもあってか、会場はブレイディの故郷ともいえるサンフランシスコであるにも関わらず大ブーイングで埋め尽くされた。これに対し、第42回スーパーボウルでペイトリオッツを破る原動力となったマイケル・ストレイハンは自身のツイッターにて、「みんなブレイディにブーイングするのが好きだけど、でも秘かに彼が自分のチームのQBだったらよかったのにと願ってるんだ！もし周りが成功を妬んで君を憎んでいるなら、君は正しいことをしてるんだよ！」と呟いた。

#### 2016年シーズン
リーグが控訴していたデフレートゲートの裁定を巡り控訴裁判所は、リーグの裁定は労使協定が認める範囲内におさまる適切なものであったという判断を下し、地方裁判所の判決を覆した。選手会はこの判決を不服としたものの、ブレイディ本人が判決を受け入れたことによって開幕4試合の出場停止が決定した（詳細は後述の「デフレートゲート事件と出場停止処分をめぐって」を参照）。ブレイディ不在の中、チームは代役を務めたジミー・ガロポロの活躍もあって開幕2連勝を飾る。勝利した第2週のマイアミ・ドルフィンズ戦では代役のガラポロまで負傷してしまうアクシデントに見舞われるが、新人QBのジャコビー・ブリセットがその後を引き継ぎ、ブレイディ不在の4試合を3勝1敗で切り抜けた。ブレイディは出場停止処分が明けた第5週から先発に復帰し、第10週でシーホークスに接戦の末敗れるまで、チームを4連勝に導いた。その後は7連勝でレギュラーシーズンを締めくくり、チームは8季連続となる地区優勝と2季ぶりの第1シード獲得を果たしてプレーオフへと駒を進めた。ブレイディはレギュラーシーズン12試合の出場ながら11勝1敗を記録し、パス3554ヤードと28TDを投じ、リーグMVPを争う活躍を見せた。
プレーオフ初戦のヒューストン・テキサンズ戦では、ブレイディと共に3度のスーパーボウルを制したロメオ・クレネル、マイク・ブレイベルをコーチ陣に据えるテキサンズ守備陣に苦しめられるも、ディフェンスとスペシャル・チームの活躍もあり、34-16で勝利を収めた。11度目の出場となったAFC王者決定戦では、同舞台で自身3度目の顔合わせとなるピッツバーグ・スティーラーズと対戦し、384ヤード（3TD）を投じる活躍で36-17の勝利に貢献した。
2季ぶり通算7回目の出場となった第51回スーパーボウルでは、この年のリーグMVPを受賞したQBのマット・ライアン率いるアトランタ・ファルコンズと対戦した。第1Qを両者無得点で終えると、第2Qにファルコンズが立て続けに2つのTDを奪い14-0とリードする。巻き返しを図ったペイトリオッツだったが、ブレイディは前半残り2分というところで痛恨のINTリターン・タッチダウンを喫し、リードは21点に広がった。ペイトリオッツはFGで3点を返して前半を終えるも、第3Qに入っても流れは変わらず、ライアンがこの日二つ目のTDパスを決めてスコアは28-3と一方的なものとなった。しかしここからペイトリオッツが徐々に点差を縮めると、16点差の第4Q中盤にLBダンテ・ハイタワーがQBサックからターンオーバーを奪取する。これで波に乗ったペイトリオッツは、守備陣の奮闘やWRジュリアン・エデルマンの奇跡的なキャッチを経ながらブレイディが2つのTDドライブを指揮し、更にTD後の2ポイント・コンバージョンを2度とも成功させ、試合時間残り57秒でついに試合を振り出しに戻した。
スーパーボウル史上初となったオーバータイムでは、コイントスに勝利して先に攻撃権を得ると、次々にパスを通して敵陣深くまで攻め込み、最後はRBジェームズ・ホワイトが2ヤードのTDランを決め、リーグ史に残る逆転劇を完結させた。
ブレイディは5つのサックと1つのINTを喫したものの、後半から驚異的な追い上げを見せ、スーパーボウル史上最大得点差（最大25点・第4Q開始時点で19点差）を乗り越える劇的な逆転勝利に貢献した（それまでの記録は10点差）。ブレイディはいずれもスーパーボウル新記録となるパス試投62回・パス成功43回・パス獲得466ヤードの活躍をおさめ、ジョー・モンタナを抜いて歴代単独最多となる4度目の同大会MVPを獲得した。

#### 2017年シーズン
シーズン開幕戦でカンザスシティ・チーフスに負けるなど、序盤はつまづいたものの最終的にはシーズンをAFC1位で終え、3度目のリーグMVPを獲得した。
プレーオフではAFCコンファレンス決勝前に手を縫うほどの怪我を負い、第4Qでジャクソンビル・ジャガーズを逆転して2年連続して第52回スーパーボウルに出場した。スーパーボウルではフィラデルフィア・イーグルスに先行を許し、第4Qで一時逆転するものの、再逆転されたのちにファンブルにより攻撃権を失い、結局8点差で試合を失った。だがこの試合でブレイディは505ヤードのパスを投げて自身のスーパーボウル記録を破り、またポストシーズンで10000ヤードを投げた史上初のQBとなった。チームの挙げた33点はスーパーボウルで負けたチームの得点としては最大となった。

#### 2018年シーズン
2018年12月16日の対ピッツバーグ・スティーラーズ戦では史上4人目となる7万パスヤードを達成した。第16週には前人未到の地区10連覇を達成した。アメリカン・カンファレンス（AFC）決勝では、第1シードで地元のカンザスシティ・チーフス（西地区1位）を延長の末に37―31で振り切って優勝。3年連続通算11回目（ここ18年間で9回目）のスーパーボウル進出を果たした。スーパーボウル-はロサンゼルス・ラムズを破ってチームおよび自身6度目の優勝を達成した。

#### 2019年シーズン

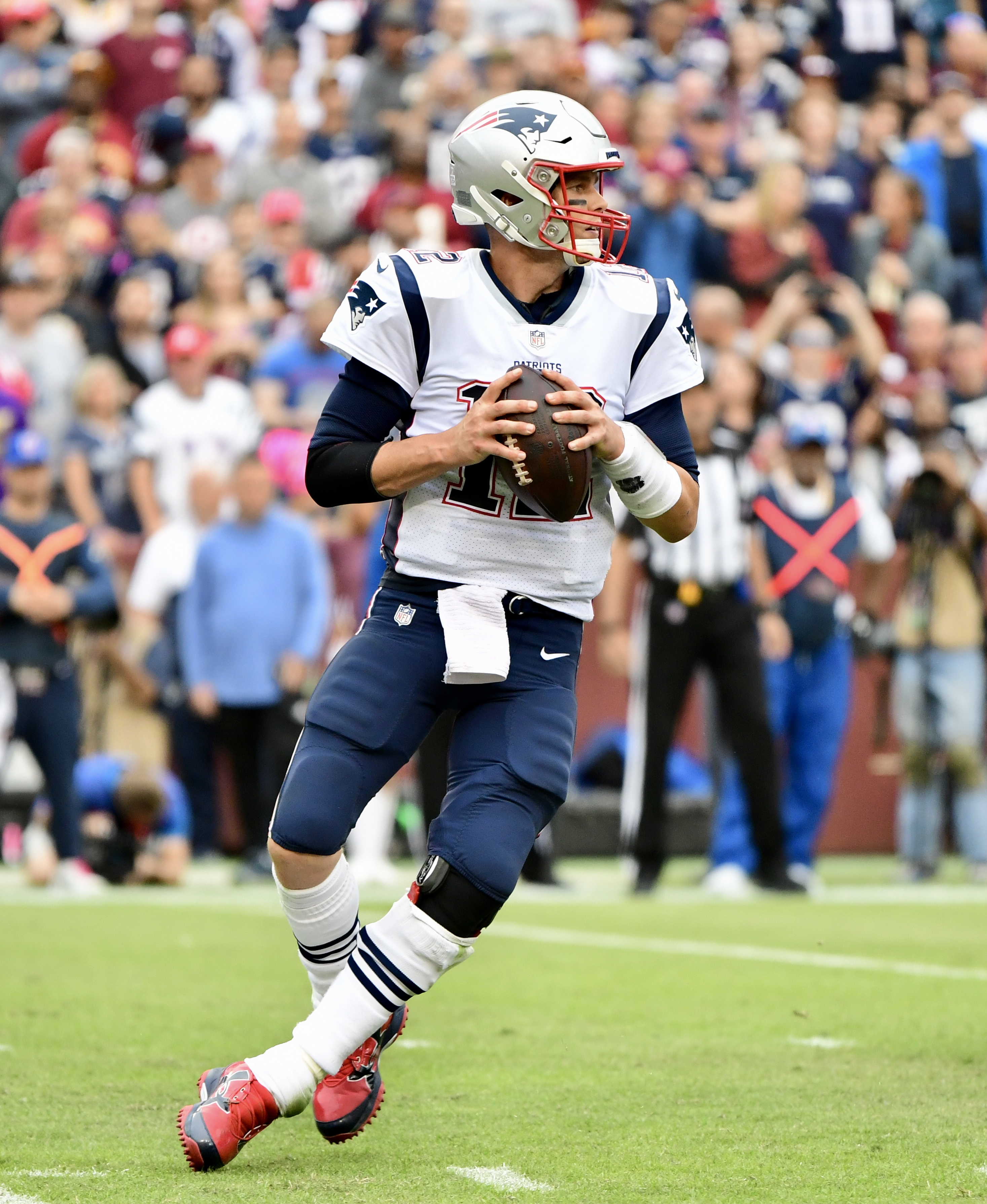
2019年のブレイディ

第5週には生涯通算パスヤードでブレット・ファーヴを抜き、第6週にはペイトン・マニングを抜いてドリュー・ブリーズに次ぐ第2位となった。第17週には生涯540個目のタッチダウンパスを投げてペイトン・マニングを抜いたが、この試合でマイアミ・ドルフィンズに敗れ、チームは地区11連覇を達成するものの第3シードとなった。プレーオフでは初戦でテネシー・タイタンズに敗れた。2008年シーズン以来初めて、プロボウルには選出されなかった。シーズン後の2020年3月17日、20年間在籍したペイトリオッツを退団することを発表し、3月20日にタンパベイ・バッカニアーズへ移籍した。

### バッカニアーズ時代

#### 2020年シーズン

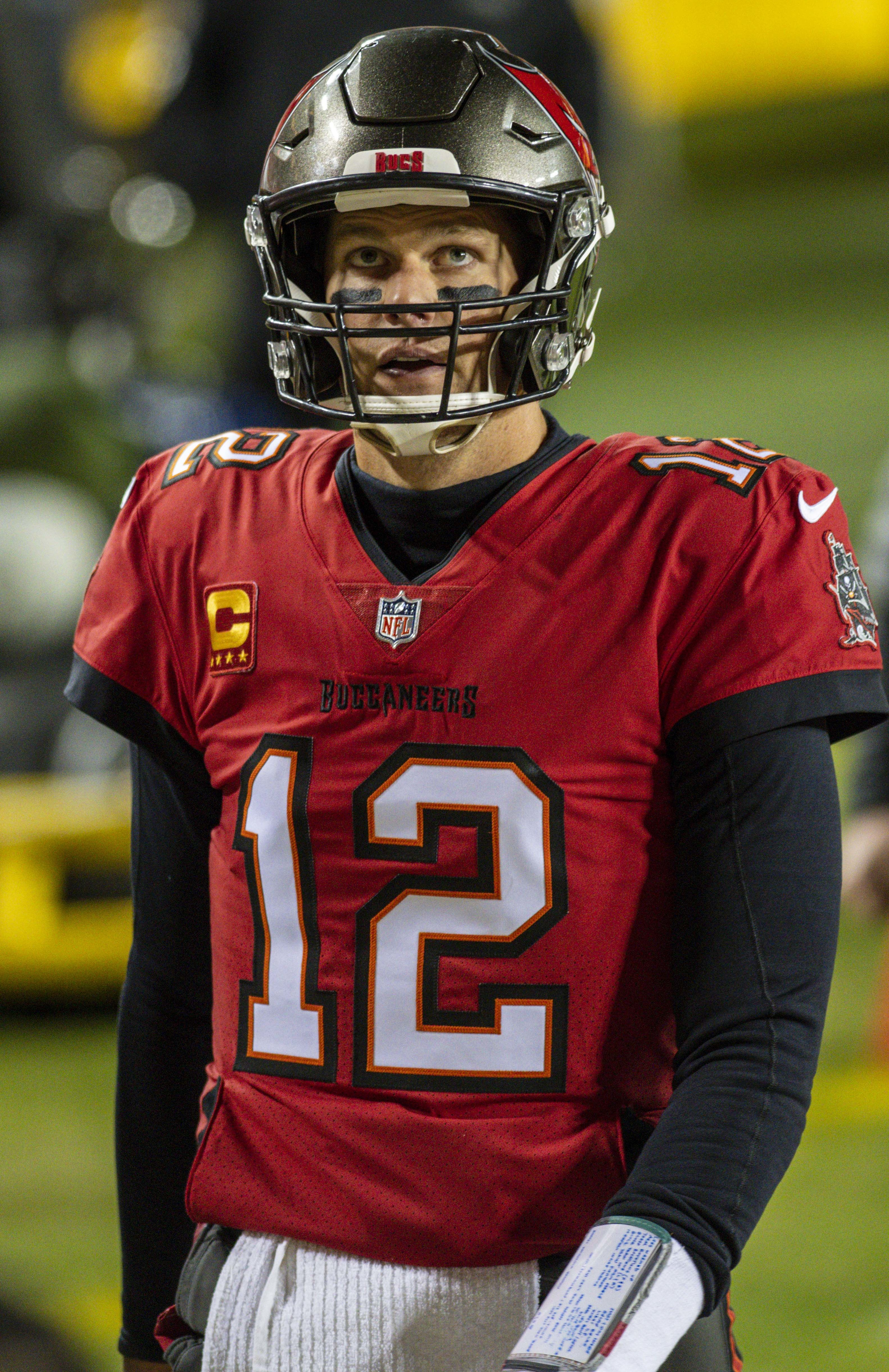
タンパベイ・バッカニアーズでのブレイディ（2020年）

バッカニアーズ移籍後、ペイトリオッツの同僚で2018シーズン後に一時引退していたロブ・グロンコウスキー（TE）がブレイディを追って、現役復帰し、バッカニアーズに入団した。4月20日、新型コロナウイルス感染拡大の影響を受けて閉鎖されていたフロリダ州タンパの公園にてトレーニングを行っていたところを目撃された。最終的にチームを11勝5敗と地区2位で13年ぶりのプレーオフに導き、自身は12シーズン連続のプレーオフ出場ながら初めてのワイルドカードでの出場となり、NFCチャンピオンシップゲームでグリーンベイ・パッカーズを31-26で破りチームを18年振りに2度目のスーパーボウルに導いた。プレーオフを加え、スターティングQBとして250勝を挙げた最初の選手となった。スーパーボウルではカンザスシティ・チーフスを破ってチームをチャンピオンに導き、5度目のスーパーボウルMVPとなった。AFCとNFC両カンファレンスから勝ち上がってスーパーボウルを制した最初のQBとなった。43歳と188日でのスーパーボウル先発QBとスーパーボウルMVP選出は史上最年長記録である。

#### 2021年シーズン
2021年、シーズン第4週ではかつての本拠地であったジレット・スタジアムにて古巣のペイトリオッツと対戦した。この試合でバッカニアーズは19-17で勝利を収め、ブレイディはQBとして史上4人目となる全32チームからの勝利を達成した。またこの試合にて通算のパスヤードが80359ヤードとなり、NFL歴代最多パスヤードとなった。第7週のシカゴ・ベアーズ戦でNFL史上初となる600回目のタッチダウンパスを達成した。第14週のバッファロー・ビルズ戦ではオーバータイムにて、プレーオフも含めて通算700回目のタッチパスを挙げチームの勝利に貢献した。第18週のカロライナ・パンサーズ 戦にてシーズンでのパス獲得ヤードが5000を越えた。パス5000ヤードを達成するのは2011年シーズン以来のことで、44歳での達成はNFL史上最年長の記録となった。最終的なシーズン成績はパス719回中485回を成功させて5316ヤード、タッチダウン43回を記録し、これらの数字はリーグトップの数字であった。チームは地区優勝はしたものの、プレーオフは準決勝でこの年のスーパーボウル王者となるラムズに破れた。
ディビジョナル・プレーオフ敗退直後からブレイディの引退報道が流れ、当初はバッカニアーズも本人も引退を否定していたが、2022年2月1日に正式に引退を発表した。だが同年3月にイギリスに訪問した際、プレミアリーグのマンチェスター・ユナイテッドFC対トッテナム・ホットスパーFCを生観戦し、クリスティアーノ・ロナウドのハットトリックで3-2の勝利に導く姿を目の当たりにし、試合後オールド・トラフォードの控室を訪問した際に、ロナウドから ｢もう引退したんでしょ!?｣ と声を掛けられ、36歳にして第一線で活躍する姿に触発される形で13日に引退撤回を表明。2022年シーズンもバッカニアーズで現役を続行すると発表した。

#### 2022年シーズン
開幕戦のダラス・カウボーイズ戦に先発出場し、NFL史上最年長先発QBの記録を樹立した。しかし第6週から第8週の間に2002年シーズン以来となる3連敗を喫し、前半の8週を3勝5敗で終えた。翌9週のロサンゼルス・ラムズ戦ではプレーオフを含め通算10万パスヤードを達成した。またこの試合では残り9秒でTEのケイド・オットンに決勝タッチダウンパスを通し16-13で勝利を収め、ペイトン・マニングに並ぶ通算55回目となるゲームウイニングドライブを記録した。翌週のシアトル・シーホークス戦はドイツ・ミュンヘンのアリアンツ・アレーナで行われた。この試合で21-16で勝利し、NFL史上初となるアメリカ以外の3ヶ国(イギリス・メキシコ・ドイツ)で勝利を挙げたQBとなった。第13週のニューオーリンズ・セインツ戦では第4Q残り5分の時点で13点を追う展開であったが、最後の3分でタッチダウンパスを2回決め17-16で勝利を収めた。この勝利によりNFL歴代最多にあたるキャリア通算44回目の第4Qでの逆転勝ちとなった。第17週のカロライナ・パンサーズ戦に30-24で勝利したことで地区優勝が決定した。
このシーズンは、シーズン中に離婚という私生活での変化を抱えながら、パス試投733回・成功回数490回はNFLシーズン記録を更新し、チームも8勝9敗で負け越しながら地区優勝を遂げた。
シーズン後の身の振り方が不明なまま臨んだプレーオフでは、初戦のワイルドカードラウンドでダラス・カウボーイズに14-31で敗れた。
2023年2月1日、自身のTwitter上で再度引退を発表した。

#### 引退後
2023年のオフシーズンも前年同様復帰説が流れたが、いずれも噂止まりでブレイディが復帰する事はなかった。
開幕直前に現役復帰を宣言したブレット・ファーヴの再現を期待する声も一部であったが、ペイトリオッツの開幕戦セレモニーで久々にペイトリオッツの背番号12のユニフォームを着て登場して引退した事を改めてアピールしつつ、ファンからは大きな拍手とともに迎えられた。
2024年はFOXの解説者（序列1位）となる予定で、スケジュール発表に先駆けて開幕戦は16時25分開始のダブルヘッダーナンバー1カードであるクリーブランド・ブラウンズ対ダラス・カウボーイズ戦の解説を担当する事も発表されているが、現役復帰のオファーがあれば受けるかという質問に対して冗談交じりのコメントながらも完全には否定しておらず、復帰説が定期的に挙がっている。

## 特徴

### 選手としての特徴

#### プレースタイル
試合では天気や時間帯に関係なく必ず目の下に黒いペイントをしている。スナップを受けてからパスを投げるまで体を上下に小刻みに動かしてリズムをとるのが特徴的で、2010年3月にはトレーニングの一環としてボクシングを取り入れ話題となった（ミシガン大学時代にも短期間ではあるがボクシング部に在籍していた）。チャーリー・ワイスOC時代（2001年〜2004年）はRBのランとプレー・アクション・パスを多用し（New England Patriots strategy）、2007年シーズンはジョシュ・マクダニエルズOCの下でスプレッド・オフェンスを展開した。QBの中でも足はかなり遅い方であり、コンバインでの40ヤード走のタイムは5秒24である。実質の1年目である2001年はサックされることも多かったが、相手ディフェンスのプレッシャーを巧みなステップで避けることができ、ブリッツへの対応も優れている。特に外側からのプレッシャーへの対処を得意としているが、一方で中央からのプレッシャーを苦手としている。
ランディ・モス在籍時はロングパスのイメージも強かったが、基本的には素早く短いパスを繋いでいくオフェンスを得意としている。2010年シーズンにはプレー・アクション・パスで12TDでINTなし、パス成功率70.7%、QBレイティング136.5という驚異的な数字を残した。2011年以降は2.5秒以内にパスを投げる割合が高くなっているが（2014年シーズンはパス全体の58.3%が1〜10ヤードの範囲内に投じられており、これはこの年のQBで最も高い数字であった）、ブレイディ自身は2014年のインタビューで、機動力を高めてプレーを引き伸ばす能力の改善に力を入れている、と語り、同年以降、スナップから投じるまでに2.5秒以上かかったパスのQBレイティングが大幅に向上している（分析サイトのプロ・フットボール・フォーカスによると、2013年に69.2だった同数字が2014年は89.3、2015年には94.1へと上昇している）。ランディ・モスがチームを去って以降はロングパスの脅威に欠けているとの指摘があり、成績にもその傾向が顕著であったが、近年はこの傾向を跳ね返し、ロングパスでもリーグ屈指の成績を収めている。
このように、長年のキャリアを通じて彼のプレースタイルやその傾向には変化が見られる。また所属するペイトリオッツは対戦相手によって攻め方を変更するゲームプラン・オフェンスを採用している為、ブレイディの選手としての特徴や傾向はキャリア・シーズンを通して決して一様ではない。

#### クラッチQB
キャリアで39回のフォース・クォーター・カムバック（4Qでの逆転劇）と50回のゲーム・ウイニング・ドライブ（うち10回がプレーオフでの試合）を記録している他、プレーオフではNFL記録となる10連勝を達成するなど通算34勝11敗（出場試合数、勝利数ともに歴代最多）、いずれも史上最多となる10度のスーパーボウル出場、7度の制覇、5度スーパーボウルMVPを獲得するなど、難しい局面や大舞台での活躍には特筆すべきものがあり、しばしばNFL史上もっとも勝負強いQB（クラッチQB）の一人として挙げられる。なお、ブレイディは制覇した5度のスーパーボウル全てでウイニングドライブを記録し、チームを優勝に導いている（最終的には敗れたものの、第42回スーパーボウルでも試合時間残り2分42秒で逆転のTDドライブを決めている）。

#### 特筆
ブレイディはNFLがスーパーボウル時代（1966年以降）に突入して以降、最も高い勝率を記録しているQBである。それ以前を含めても、彼より高い勝率を記録しているQBは1946年から1955年にクリーブランド・ブラウンズで活躍したオットー・グレアム（キャリアでの勝率が80%に達しているNFL史上唯一のQBで、通算57勝13敗1分け）のみである。またブレイディはNFL史上最もインターセプトを喫する割合が低いQBの一人である。2016年シーズン終了時でのブレイディのINT率（全INT数を全パス試投数で割ったもの）は1.8%であり、これはアーロン・ロジャースに次いで史上2番目の低さである。

### 性格
試合中には感情を大きく表現することがある。過去にはそれが元で他チームの選手から口撃されたこともあった。例えば、プレーオフで何度も顔を合わせているボルチモア・レイブンズのDEのテレル・サッグスはブレイディについて、「よい選手だ」と称えながらも、「彼のことは好きじゃない。相手も同じだろう。俺は彼の髪型も嫌いだね」と話すなど、長年に渡ってブレイディを嫌っていることを公言している（サッグスは「ブレイディ」という名前を口にすることすら嫌がっている）。
一方、フィールド外で感情的になったり、批判や口撃に影響されることは滅多にない。ブレイディはスポーツ・イラストレイテッドのピーター・キングとの対談で、「誰かにくそ野郎と罵られても、おそらく僕はその人に微笑み返すだろう。『いやお前こそくそ野郎だ』なんて言い返したりはしないよ。その人は彼自身の考えや行動においては僕をコントロールできるんだから。17年もプロ生活を送ってきて、どうしていまさら他人の発言にいちいち影響されるっていうんだい？（"You can call me an asshole and I am going to smile at you probably. I’m not going to say, ‘No, you’re an asshole.’ Because that person is controlling me with what their thoughts and actions are. How can you go through life, now at this point, 17 years, being affected by everybody all the time with what someone says?"）」と述べており、自らのことを「非常にポジティブな人間だ」と表現している。ドン・ミゲル・ルイスの「四つの約束」という本を「自分のマントラのようなもの」と評し、同書から批判などへの対処法を学んだと語っている。
チームメイト曰く、ブレイディは練習でも控えQBにプレー機会を譲らなかったり、バスケットボールのチャリティー・マッチですら本気でプレーしたりと、かなりの負けず嫌いであるらしい。また、ブレイディの控えQBだったマット・キャセルとはいたずら合戦を繰り広げたこともあったようで、最終的にはブレイディがキャセルの愛車のタイヤを全て外し、一つを隠した上で残る三つをキャセルのロッカーの前に積み上げたところでHCベリチックからストップの声がかかり、ブレイディの勝利で戦いは終了した。

## ライバル

### ペイトン・マニング
コルツとブロンコスで活躍し、NFL史上最高のQBの1人と評されるQBペイトン・マニングとのライバル関係は、2000年代のNFLの盛り上げに大きく貢献した。両者は互いの連勝記録やシーズンTDパス記録などのNFL記録を塗り替えあい、プレーオフでの5試合を含む計17試合で対戦した。両者の通算成績はブレイディの11勝6敗で、2001年の初対戦から2004年シーズンまで5連勝を収めた。その後はマニングが3連勝を飾るなど巻き返し、最後の10試合では両者互角の5勝5敗だった。2007年シーズンにブレイディが敵地で勝利して以降は、全試合でホームチームが勝利した。プレーオフでの5試合では、マニングが3勝2敗で勝ち越しており、AFCチャンピオンシップゲームに限ればマニングが3勝1敗とリードしている。
前述のとおり、ブレイディのプロ初先発試合はマニング率いるコルツとの対戦で、44-13で勝利を収めた。マニングは現役最後となる2015年シーズンのAFCカンファレンス・チャンピオンシップで、ブロンコスのQBとしてブレイディ率いるペイトリオッツを破りスーパーボウルへと駒を進めると、同大会ではパンサーズを退け、その輝かしいキャリアをスーパーボウル制覇という最高の形で締めくくった。
2000年代に入ってから多くの名勝負を繰り広げたペイトリオッツとコルツ、そしてブレイディとマニングは、NFL史上に残るライバル関係として評価されている。

### AFC東地区
ペイトリオッツと同じくAFC東地区に所属するニューヨーク・ジェッツは、ニューヨークとボストンという都市関係もあり、チームにとっては永遠のライバルである。ブレイディ自身も2010年8月には"I hate the Jets（ジェッツは嫌いだ）"と明言した。なお、2016年シーズン終了時点での対AFC東地区の戦績は、ブレイディが71勝19敗で大きく勝ち越している（全てレギュラーシーズンのみ。2001年まで同地区だったコルツとの2試合を含む。なお2試合ともペイトリオッツが勝利している）。

### インディアナポリス・コルツ
前述のマニングとのライバル関係もあり、2000年代のプレーオフ常連チーム同士として幾多の名勝負を繰り広げた。2001年を最後に別地区へと再編されたにも関わらず、2003年から2012年まで10季連続で顔を合わせた。マニングのブロンコス移籍後は、2012年ドラフトの全体一位指名であるQBのアンドリュー・ラックがコルツを引き継ぎ、プレーオフでも2度対戦したが、ブレイディはラック率いるコルツに全勝している。後述するデフレートゲートの始まりが2014年のコルツとの一戦であった為、両者の因縁はより深まった。ペイトリオッツのオーナーであるロバート・クラフトは、往年の名選手であるウィリー・マクギネストのチーム殿堂入り記念式典にて、「コルツの背に敗北という名の鞍を置くことほど満足なことはない」（コルツ＝子馬たち、というチーム名を揶揄している）として痛烈な皮肉を浴びせるなど、マニングの移籍後もそのライバル関係は続いている。

### デンバー・ブロンコス
デンバー・ブロンコスはブレイディが対戦成績上で最も苦戦しているチームであり、プレーオフを含めれば自身が負け越している唯一のチームでもある。特にブロンコスのホームであるマイル・ハイでは通算3勝7敗（プレーオフでの0勝3敗を含む）と大きく負け越している。ブレイディにプレーオフ初黒星をつけたのもブロンコスであった。2012年に好敵手マニングがブロンコスに移籍して以降、選手獲得戦線も含めて同チームとのライバル関係に拍車がかかり、カンファレス・チャンピオンシップでも2度タイトルを争ったものの、いずれも敗退を喫している。

## 評価

### フットボール選手として
2010年にNFLネットワークで放送、発表された「最も偉大な100人のNFLプレーヤー（"The Top 100: NFL's Greatest Players"）」にて第21位に選出された。発表時の現役選手としては第20位のブレット・ファーブに次いで4番目に高い順位で、歴代QBとしては7番目に高い順位であった。プレゼンターはMLBニューヨーク・ヤンキースのキャプテンで5度のワールドシリーズ制覇の経験を持つデレク・ジーターが務め、「勝者、チャンピオン、それは彼の名前を耳にしたときに真っ先に思い浮かぶことだ。」と話し、ブレイディの勝者としてのメンタリティを高く評価した。
2011年には同じくNFLネットワークが、現役最高のフットボール選手は誰かを問う"NFL Top 100 Players of 2011"を発表し、現役選手達による投票の結果、ブレイディはペイトン・マニングを抑え第1位に選出された。プレゼンターはボルチモア・レイブンズのLBのレイ・ルイスとニューヨーク・ジェッツのCBのダレル・リーヴィスが務め、ルイスは「トム・ブレイディがナンバー1。全くもって異論はないよ」と話し、ブレイディの情熱やフットボールの知識を高く評価した。またリーヴィスは「彼は勝者だ。だから選手たちはブレイディに投票したんだと思う。強いハートを持ち、負けず嫌いだ。年に2回彼と対戦するが、彼の目にはいつも勝利への執念が宿っているよ。彼は戦士だ」と語り、またブレイディのパサーとしての高い技術を称賛した。
スポーツ・イラストレイテッドが発表した"Best NFL Player by Jersey Number"ではテリー・ブラッドショー、ジョー・ネイマス、ジム・ケリー、ケン・ステイブラー、ロジャー・ストーバックなど数多くの殿堂入り選手を抑えて「最高の背番号12」に選ばれた。NFLトップ10では「トップ10ドラフト・スティール」で第1位に選出され、「トップ10クラッチQB」では現役選手では最高位となる第3位に選ばれた。

### 2000年代での活躍への評価
2009年の12月にAP通信が発表した「アスリート・オブ・ザ・ディケイド」では、ゴルフのタイガー・ウッズやテニスのロジャー・フェデラーなど個人スポーツの選手に多くの票が集まるなか、北米4大プロスポーツリーグの選手としては最多得票となる6票を獲得して第4位に選ばれた。また2009年12月にスポーツ・イラストレイテッドが発表した「2000年代男性アスリート トップ20」でも4大スポーツリーグの選手としては最高位の6位に選出された。
2010年にNFL殿堂からNFL 2000年代オール・ディケイド・チームのファーストチームに選ばれた。またUSA TODAYのNFLオール・ディケイド・チームにも僅差でマニングを退け選出されている。スポーツ・イラストレイテッドのピーター・キングはNFLオール・ディケイド・チームのQB、プレイヤー・オブ・ザ・ディケイドの双方にマニングを選出したが、「非常に難しい選択で、ブレイディとマニング双方が選出されるにふさわしい。」と記した。同氏は「00年代最高のライバル」においてチーム部門ではコルツとペイトリオッツを、個人部門ではブレイディとマニングを選出し、また「00年代最高のドラフト・スティール」にはブレイディをあげた。NFLネットワークは"Top 10 players of the decade"でブレイディを第1位に選出した。NFLフィルムズは"Players of the decade"でブレイディとマニングの両QBを高く評価し、「もしかしたら、NFL史上最高の2人かもしれない。」と評した。スポーツ・イラストレイテッドのジェイ・クレモンズは「2000年代トップ10パフォーマンス」で2007年度のブレイディを第1位に選出した。同じくスポーツ・イラストレイテッドのドン・バンクスは「00年代最高のドラフト・スティール」にブレイディを選出し、「おそらく全ての年代を考慮しても彼がナンバー1だろう」と評価した。

### 史上最高の選手
以前から史上最高のQBの1人と称されていたが、先発QBとして前人未到であった5回目のスーパーボウル制覇を達成したこともあり、しばしばメディアや選手から"The GOAT"（Greatest of All Time：史上最高の略）と称されている。また、NFL関係者だけでなく、レブロン・ジェームズやマジック・ジョンソンなど様々なスポーツ界あるいはその他の著名人が、ブレイディを「史上最高」と評して彼の快挙を称えている。

### その他
端正なルックスでも人気を誇り、ファッション誌などの表紙を飾ることもある。USA TODAYからは「最も紳士的な服装が似合う男性」に選ばれており、また何度か表紙を飾ったこともあるGQ誌からは「世界で最もスタイリッシュな男性25人」や、「過去50年で最もスタイリッシュな男性50人」の一人に選ばれている。フォーブス誌の「セレブリティ100」にも度々ランキング入りしている。またブレイディと妻でモデルのジゼル・ブンチェンはアメリカで最もホットなカップルのうちの一組と言われている。2011年にはフォーブス誌が、ブレイディとブンチェンはジェイ・Zとビヨンセ、ブラッド・ピットとアンジェリーナ・ジョリーらを抑え、世界で最も裕福なセレブリティ・カップルであると報じ、二人の収入は2010年5月から翌年の同月までで、計7600万ドルだったという。2017年5月、ESPNは世界で最も有名なアスリート100人を発表し、21位に選出された。アメリカンフットボール選手としては首位であった。

## フットボール以外での活動

### 広告塔として
長らくナイキと契約していたが、2010年にアンダーアーマーと契約し、同社への投資やCM出演など、広告塔の一人として活動している。2015年に同ブランドが立ち上げた"Rule Yourself（自分を支配する）"というキャンペーンで、ブレイディは「199」と書かれたシャツを着てCMに出演した。このCMが大きな反響を得たため、アンダーアーマーはこのデザインのシャツを販売するが、瞬く間に売り切れた。もちろん、199という数字はブレイディのドラフト順位を意味している。また同年にUGGオーストラリアのメンズ商品の製品開発アドバイザー兼広告塔としても契約し、2011年の秋モデルから本格的に活動を始めている。その他、時計ブランドのタグ・ホイヤーの宣伝大使や、米シモンズの"Beautyrest Black"というブランドとも提携し、同ブランドのCMに出演している。過去にはStetsonの男性用コロンのCMに出演していた。

### 俳優として
ドラマや映画にも度々ゲストとして出演しており、2009年にはアントラージュ★オレたちのハリウッドで本人役を演じている。『ふたりにクギづけ』ではコンピューター・オタク役で元チームメイトのロイヤー・ミロイと共にカメオ出演してスクリーン・デビューを果たすと、TVアニメ『ザ・シンプソンズ』、映画『テッド2』にも本人役でカメオ出演している。2005年にはサタデー・ナイト・ライブで司会を務めた。フットボールから引退後は俳優業に進みたいと考えているらしい。2023年には制作を務めた『80 for Brady』に本人役で出演している。

### 株主として
2023年3月にWNBAラスベガス・エーシズの、同年8月にイギリスのサッカークラブであるバーミンガム・シティFCの少数株主になっている。2024年10月にNFLラスベガス・レイダースの少数株主になることが承認された。

### 政治との関わり
2004年1月、スーパーボウルが迫る中、ブレイディはジョージ・W・ブッシュ大統領の一般教書演説に招待され出席した。ペイトリオッツのホームであるマサチューセッツは、同州選出の上院議員だったジョン・ケリーを支持していたため、大きな話題となった。なお、ブレイディは個人的な政治的意見を公にはしていないが、2004年のインタビューでは、上院議員になることは自身の「最もクレイジーな野望」であると語ったことがある。ドナルド・トランプとは長年の友人であり、政界に進出した同氏について「彼が大統領になったら素晴らしい」とコメントしたことが大きな話題となったが、本人は「あくまで友人として応援しているだけ」というスタンスを崩していない。トランプはマサチューセッツ州での勝利をブレイディのサポートのおかげだと話すなど、たびたび演説にてブレイディの名をだしている（レイブンズの本拠地であるメリーランドでの選挙演説では、「私たちはトム・ブレイディを愛している、そうだろ？」と話すも、レイブンズファンで埋め尽くされた聴衆からは大きなブーイングを浴びた）。ブレイディは同氏を公に支持しているわけではなく、トランプもブレイディの置かれている状況を理解して、自分を応援しないように伝えている。

## 私生活
- ブレイディはハリウッド女優のブリジット・モイナハンと2004年から2006年までの3年間にわたって交際したが、2006年12月に破局した[241]。しかしモイナハンは翌年2月にブレイディの子供を妊娠したことを明かし、8月に男の子(John Edward Thomas Moynahanと名付けられた)を出産した[242][243][244]。一方ブレイディはスーパーモデルのジゼル・ブンチェンと交際を続け、2009年2月に挙式した[245]。同年12月9日には男児（ブレイディにとって2人目の子供でジゼルは初産）が誕生し 、ベンジャミン（Benjamin Rein Brady）と名付けられた[246][247]。2012年には女児が誕生し、ビビアン（Vivian Lake Brady）と名付けられた[248]。長男ジョンの実母であるモイナハンとは家族として良好な関係を保っており、ブレイディのスーパーボウル制覇の際には、ツイッターで祝福のメッセージを投稿していた[249]。2022年10月、ブレイディとブンチェンは13年間の結婚生活を終えて離婚を届け出た[250]。

- 以前はロサンゼルスのブレントウッドにある、2000万ドルと20カ月をかけて建設した豪邸に住んでいたが、現在はボストン近郊のブルックラインに家をかまえている（ロサンゼルスの家はラッパーのドクター・ドレに売却した）[251]。また、マンハッタンのフラットアイアンにあるタワー・マンションの一室（1400万ドル）を所持しているが、既にトライベッカにあるマンションを購入しており、2018年（予定）に建設が完成し次第そちらに移る予定となっている[251]。ブレイディとブンチェンは離婚直前に、マイアミビーチの島と家を1700万ドルで購入していた[250]。

- ブレイディは4人兄弟の末っ子であり、姉が3人いる[252]、2012年にその1人のジュリーが野球選手のケビン・ユーキリスと結婚した[253]。

- 朝は5時半には起床、午後9時に就寝し、就寝時の室温設定は20.5度を保つようにしているという[254]。

### 交友関係
ニューヨーク・ヤンキースのアレックス・ロドリゲスやデレク・ジーターと親交があり、ブレイディがヤンキースの帽子をかぶったことでボストンを騒がせたこともある。サッカー選手のデビッド・ベッカムとも親交がある。
ボストン・レッドソックスで活躍したデビッド・オルティーズとは、年が近く、お互いボストンをベースとするチームで長年活躍したこともあり、尊敬し合う関係にあった（オルティーズは2016年に引退した）。ボクサーのフロイド・メイウェザーとはフェイスタイムで会話し、「世紀の一戦」といわれたマニー・パッキャオとの一戦に向けてエールを送った。ブレイディは同試合を特等席で観戦している。サッカー選手のカスパー・シュマイケルはペイトリオッツとブレイディの大ファンであり、それを聞いたブレイディは、優勝争いを繰り広げるレスター・シティとシュマイケルに応援のメッセージを送った。シュマイケルは自身のツイッターで、「なんてこった。僕にとって最高のQBであり、最大のアイドルの1人からこれを受け取るなんて、信じられないよ」という言葉とブレイディの応援メッセージの動画をあわせて投稿し、感謝の念を表した。その他にもテニス選手のセリーナ・ウィリアムズ、俳優のマット・デイモンやマーク・ウォールバーグ、ベン・アフレックなど、ブレイディのファンを公言し、親交のあるセレブリティは数多い。前述の通り、前アメリカ大統領のドナルド・トランプとは友人関係にある。

## デフレートゲートと出場停止処分をめぐって

### 概要と経過
2015年1月18日に行われたAFCチャンピオンシップゲームで、ペイトリオッツが大量得点差でコルツに勝利（45-7）した際、ペイトリオッツ側が規定よりも空気圧の低いボールを使ったという疑惑が報道された。同月20日、ペイトリオッツが使用した11球すべてのボールが、リーグが規定した空気圧の下限値を下回っていたことが発覚した。同月22日、HCのビル・ベリチックとブレイデイが会見を開き、ブレイディは「ルールを破るようなことは何一つしていない」として、意図的な不正を真っ向から否定した。同日、リーグは2013年にドルフィンズの「いじめ事件」でも捜査を依頼した、弁護士のテッド・ウェルズがデフレートゲートの捜査にあたることを発表した。その後、ベリチックは再び会見を開き、チームが試合前のボールの準備を再現したところ、空気圧に一定の変化が記録されたことを説明した。オーナーであるロバート・クラフトは、捜査が不正を証明することが出来なければ、リーグによる謝罪を求めると話し、ブレイディのサポートを表明した。
同年5月6日、リーグは調査結果を公表した。計234ページに及ぶ報告書（通称ウェルズ・レポート）は、「ジム・マクナリーとジョン・ジャストレムスキー（ペイトリオッツのロッカールーム係と用具アシスタント）が、審判による検査の後で、ボールの空気圧を低下させる意図的な工作に参加したことは、全くないというよりは確かなようだ。（"it is more probable than not that Jim McNally and John Jastremski participated in a deliberate effort to release air from Patriots game balls after the balls were examined by the referee."）」とし、「またブレイディが、少なくとも、マクナリーとジャストレムスキーがボールの空気減圧に関する不適切な行動をおおよそ把握していたであろうことは、全くないというよりは確かなようだ。（"more probable than not that Tom Brady was at least generally aware of the inappropriate activities of McNally and Jastremski involving the release of air from Patriots game balls."）」と結論付けた。これを受け、リーグはブレイディに4試合の無給での出場停止を言い渡した。また、チームには100万ドルの罰金と2016年の1巡・2017年の4巡ドラフト指名権の剥奪という処分を下した。同月14日、ペイトリオッツは「ウェルズ・レポートが出した結論は、最もよく言って、不完全で不正確で内容にかけている」と痛烈に批判し、NFL選手会も同日にリーグに抗議した。
同年6月23日、リーグとブレイディは10時間に及ぶ聴聞を実施し、その後28日に出場停止処分の確定を発表した。コミッショナーのロジャー・グッデルは、ブレイディが使用していた携帯電話を破壊していたことに言及した。事案は法廷へと持ち込まれ、3度の口頭弁論の末に迎えた9月3日、ニューヨーク南地区・合衆国地方裁判所のリチャード・バーマン判事は、リーグに出場停止処分の撤回を命じた。リーグは同日に上訴した。処分が確定するまでの間、ブレイディは試合に出場できることとなった。2016年3月3日、合衆国第2巡管区控訴裁判所で口頭弁論が開かれ、判事は主にブレイディ側の弁護士に鋭い質問を投げかけた。同年の4月25日、3人の判事による2対1の判決により、控訴裁は地方裁判所の判決を覆した。
同年5月23日、ブレイディ側の弁護士は再審理の請願をまとめたが、控訴裁は7月13日にこれを退け、残る手段は最高裁への控訴のみとなった。
2016年7月15日、ブレイディは自身のフェイスブックにて、処分を受け入れることを発表した。後に、この決断は「個人的な判断」であったと述べ、「もう次へ進もうとした」と話している。

### 双方の主張
リーグ側：前述のように、ウェルズ・レポートでは、"more probable than not（まったくないというよりは、おそらくそうである）"という表現を使い、ペイトリオッツ・スタッフ二人がルール違反を犯しており、それをブレイディが承知していた可能性が高いと結論付けた。根拠としては、以下が挙げられている。
- マクナリーが審判団のチェック後にボールを持ってトイレの個室に入ったこと。

- マクナリーとジャストレムスキー間でのメールで、ブレイディが空気圧が低めのボールを好むことへの言及や、自らを「デフレイター」（空気抜き職人）と表現するといった内容が見られたこと。

- 科学コンサルティング会社エクポーネントによる研究で、コルツのそれよりも顕著だったペイトリオッツのボールの空気圧の減少は、基本的な科学原則（理想気体の状態方程式など）では証明しきれないとされたこと。

- 同社により、マクナリーがトイレに入っていたよりも更に短い時間で、ボールの空気圧を減少させることが可能だと結論付けられたこと。

- 捜査開始が発表された当日、ブレイディとジャストレムスキが約25分にわたって電話をしていた（6カ月間一切連絡を取り合っていなかったにもかかわらず）こと。

- 同日、ブレイディがジャストレムスキを部屋に招き、また彼を落ち着かせようとしたであろうメールを数件送っていたこと。

- 要求があったにもかかわらず、ブレイディが資料の提出やメールなどを含む電子端末情報を拒否したこと。

これらの報告を受けリーグは、スタッフ二人の空気圧不正に関するブレイディの自覚と、捜査への協力拒否を理由に、4試合の出場停止処分を言い渡した。その後、ブレイディと選手会からの抗議を受けて開かれた聴聞で、ブレイディが自身のアシスタントに、使用していた携帯を破壊するよう指示していたことが明らかになった。この新たな証拠により、コミッショナーのグッデルはブレイディが捜査への協力を惜しんだだけでなく、捜査が必要とした情報にアクセスできないよう故意の働きを犯したとして、出場停止処分を確定させた。また、競技上のアドバンテージを得る不正としてステロイド使用を例に挙げ、初めてのステロイド使用は通例4試合の出場停止となるため、今回のケースでもそれが妥当であると理由づけた。
ブレイディ側：ウェルズ・レポートの指摘と携帯電話の件について、真っ向から反論し、処分について争う姿勢をみせた。ブレイディは自身のフェイスブックにて、以下の声明を発表した。
「私は、リーグが4試合の出場停止処分を確定したことに、大きく失望しています。私も、そしてペイトリオッツ内の誰一人も、間違ったことをしていません。過去6ヶ月、何時間にも渡って証言を行ったにもかかわらず、『おそらく』私が不正について『だいたい把握』していたという理由で、コミッショナーが処分を支持したことには、失望を禁じえません。 真実は、私もいかなる用具員も、訴えられたようなことは一切行っていないということです。また、携帯に関する昨日の報道にも、私は異議を唱えます。私は弁護士が明確に、どのような状況下においても携帯電話が捜査の対象にならないことを確かに『してから』、壊れたサムスンをiPhone 6に買い替えました。選手会の一員として、私は（携帯が捜査対象になるという）新たな先例を設ける義務は一切ありませんでしたし、またウェルズ氏の捜査において、携帯を提出しないことが処分に繋がりえるということは一切知らされていませんでした。
何よりも、1月のAFCチャンピオンシップゲームでこの問題が取り上げられるまで、私がボールの空気圧に関するようなこと誰かに書いたりメールしたということは一度もありません。要求された情報をリーグに渡さない為に携帯を破壊したというのは、完全なる誤りです。5月に処分を受けてから、記録を一致させるために、捜査に全力で協力するために、我々はウェルズ氏が要求した全てのメールと携帯記録の詳細な資料を送りました。それどころか、前の携帯の実際のメールを復元できないかどうか、携帯会社に連絡までしました。とどのつまり、私たちは事件に関係する期間内の全てのメッセージと通話の調査を提案し、リーグの為にできる全ての手段を尽しました。
コミッショナーは数時間に及ぶ私の証言をおざなりにしましたし、証言を信頼できないと判断したことは大変遺憾です。争うことなしに、このような不公平な処分が他の選手たちの先例になってしまうことを、私は許すことはできません。」

### 裁判所の見解
地方裁判所：合衆国地方裁判所のリチャード・バーマン判事は、リーグ側の処分決定プロセスには根本的な欠陥があり、公平なものだとは言えないとして、リーグ側に出場停止処分の取り消しを命じた。バーマン判事は主に、選手がボールの空気圧を減圧するという不正行為に参加したもしくは不正が行われていることについて大よそ把握していた場合、あるいは選手が捜査への協力を惜しんだ場合に、薬物規定違反の初犯者と同じく4試合の出場停止処分が下される可能性があるという警告がなされたことも、またその先例がないにも関わらず、そのような理由でリーグがブレイディに4試合の出場停止処分を下したこと、リーグが4試合の出場停止処分の根拠としたステロイド使用への罰則規定は本案件の比較対象として不適切であること、ブレイディ側にリーグ側の弁護士ジェフ・パッシュへの質疑の機会を与えず、またリーグ側が行なった目撃者への取調べ内容をブレイディ側と共有しなかったことなどを判決の理由に挙げた。
控訴裁判所：合衆国控訴裁判所は、3人の判事による2対1の判決で地方裁判所の判決を覆した。判決文はまず「我々の分析及び結論を導いた基礎原則は周知のとおり揺ぎ無いものである。それは、連邦裁判所にとって労使協定における見解の余地はごく制限されたものであり、また協定へは、あらゆる法の中でも最高の部類に属する敬意を払っているということである。我々の役割とは、果たしてブレイディがボールの減圧行為に参加したのかどうか、もしくはコミッショナーによって下された出場停止処分は3試合が適切か、5試合が適切か、いや0試合が適切かを判断することではない。仲裁人の処分決定過程を後知恵で批判することでもない。我々の役割とは、仲裁人の処分決定手順と裁定はタフト＝ハートリー法の定める最低基準に則っているかを判断することのみに制限されている。（中略）これらの基準は仲裁者の判断に完璧を求めるものではない。むしろ、たとえ仲裁者が真実あるいは法において誤認・過失を犯していたとしても、彼の行動が協定の認める権限内に留まる限り、我々は彼らの裁定を妨害すべきではないと命じているのである。」と述べ、加えて選手側とリーグは何年も前の労使間団体交渉において、コミッショナーはルール違反の疑惑が浮上した場合にはこれを調査し、適切な処分を下し、調停時には主宰者となることを相互に認めていることに言及し、その異端性について触れながらも（"Although this tripartite regime may appear somewhat unorthodox"）、したがって裁判所は、双方は納得の上でこの条件を含む労使協定に同意したと仮定する他なく、これらを前提とした上で、本案件においてコミッショナーは選手・リーグ間の問題を解決する為に適切に権限を行使したとの判断を下し、地方裁判所の判断を覆した。
控訴裁判事ロバート・カッズマン：3人の判事の中で唯一、地方裁判所の判決を支持したロバート・カッズマン判事は、選手団とリーグ間で結ばれた労使協定の第46条に着目し、同条項はコミッショナーが罰則を下す場合、その基準を選手側に知らせ、控訴審においては罰則に異議を申し立てる機会を選手に与える必要があると記していることを指摘した。その上で、コミッショナーが控訴審後に出場停止処分の事実的根拠をすり替えたとき（"When the Commissioner, acting in his capacity as an arbitrator,changes the factual basis for the disciplinary action after the appeal hearing concludes"）、それは協定が定めた、適切な告知の義務を彼が怠り（"he undermines the fair notice for which the Association bargained"）、選手が告発に対抗する為の機会を奪い（"deprives the player of an opportunity to confront the case against him"）、ゆえにコミッショナーに与えられた労使協定下での権限を超越することとなる（"exceeds his limited authority under the CBA to decide “appeals” of disciplinary decisions.”）と述べ、そこに着目せず、また根拠のすり替えはなかったあるいはあったとしても重大なものではなかった、と判断した多数派判事の見解には同意できないと記した。またより根本的に、コミッショナーが今回の案件に非常に近い前例があるにも関わらずそれを見落とし、ステロイド使用という不適切な例を裁定の根拠に、4試合の出場停止という前例のない決断を下したことに困惑している、と述べた。
カッズマン判事が事実的根拠のすり替えだと指摘したのは、前述のウェルズ・レポートでは、"more probable than not（全くないというよりは確かなようだ）"、"at least generally aware of the inappropriate activities（少なくとも不正が行なわれていることに気がついていた）”、"it was 'unlikely' that McNally and Jastremski deflated the balls without Brady’s 'knowledge,' 'approval,' 'awareness,' and 'consent'（ブレイディの「知識」・「許可」・「認知」・「同意」なしに二人の用具係がボールの空気圧を減圧したとは「考えにくい」）"といった表現で結論付けられているにも関わらず、グッデルの最終結論の文面では、"Brady 'knew about, approved of, consented to, and provided inducements and rewards in support of a scheme by which, with Mr. Jastremski’s support, Mr. McNally tampered with the game balls.'（ブレイディは「2人の不正を熟知しており、また賛成し、不正に協力する為に2人を勧誘し報酬を与えた」）"と記されており、二つの文面の結論には看過し難い相違が存在していると述べた。また、判事が本案件に酷使している例として挙げたのが、主にワイドレシーバーがボールをキャッチしやすくなるように「スティッカム」（粘着性物質）を使用する違反行為で、この場合の初犯者に対する罰則は8268ドルの罰金となっているが、同じようにボールの握りを向上することで不正な競技上のアドバンテージを得たと説明されている今回の空気圧減圧問題で、ブレイディにはこの罰則を遥かに超える裁定が下されたことを、「労使間協定に則るものではなく、コミッショナー自身の企業正義に基づく裁定である（"his decision in the arbitration appeal was based not on his interpretation of the CBA, but on 'his own brand of industrial justice.'"）」と指摘した。

### その後
デフレートゲートと名づけられたこの一連の問題が発覚した直後の第49回スーパーボウルにて、ペイトリオッツは接戦の末にシアトル・シーホークスを破り、ブレイディは4度目の栄冠と同大会3度目のMVPを受賞した。出場停止処分を受け入れた2016年シーズンでも第51回スーパーボウルに出場し勝利を収め、自身5度目のリーグ制覇と4度目の同大会MVPを受賞した。コミッショナーのグッデルは試合後にブレイディと握手し健闘を称えたが、試合後のセレモニーではペイトリオッツ・ファンから激しいブーイングを浴びた。グッデルは事件発覚から2016年シーズン終了時まで、まだ一度もペイトリオッツの本拠地であるジレット・スタジアムを訪れていない。
リーグはそれまで試合前だけだったボールの空気圧の測定を、試合中・試合後にも実施することを決めたが、その数値を記録したり、公表することはないとしている。裁判所の争点は前述の通り、労使協定に則った裁定であったかどうかに絞られていたため、結局のところ不正があったのかどうか、あったとしてブレイディはそれに関与していたのかどうか、ボールの空気圧は試合中に変化するのかしないのかといった問題に関しては、解明されないままでいる。
2016年12月、ニューヨーク・ジャイアンツは対戦したピッツバーグ・スティーラーズからターンオーバーで奪った2つのボールの空気圧を計測した結果、基準値を大きく下回る数値であったことを発見した。しかしながら、当時は既にボールの扱い手順に不正の余地がないことと、正式な抗議がなかったために、リーグは調査を行なわなかった。

## 詳細情報

### 年度別成績

#### レギュラーシーズン
| 年度      | チーム    | 背 番 号  | 試合 | 試合 | パス      | パス      | パス      | パス        | パス             | パス | パス | パス          | ラン      | ラン        | ラン             | ラン | 記録              |
| 年度      | チーム    | 背 番 号  | 出場 | 先発 | 成功 回数 | 試投 回数 | 成功 確率 | 獲得 ヤード | 平均 獲得 ヤード | TD   | Int  | レイテ ィング | 試行 回数 | 獲得 ヤード | 平均 獲得 ヤード | TD   | 先発出場 試合勝敗 |
| --------- | --------- | --------- | ---- | ---- | --------- | --------- | --------- | ----------- | ---------------- | ---- | ---- | ------------- | --------- | ----------- | ---------------- | ---- | ----------------- |
| 2000      | NE        | 12        | 1    | 0    | 1         | 3         | 33.3      | 6           | 2.0              | 0    | 0    | 42.4          | 0         | 0           | 0                | 0    | 0-0               |
| 2001      | NE        | 12        | 15   | 14   | 264       | 413       | 63.9      | 2843        | 6.9              | 18   | 12   | 86.5          | 36        | 43          | 1.2              | 0    | 11-3              |
| 2002      | NE        | 12        | 16   | 16   | 373       | 601       | 62.1      | 3764        | 6.3              | 28   | 14   | 85.7          | 42        | 110         | 2.6              | 1    | 9-7               |
| 2003      | NE        | 12        | 16   | 16   | 317       | 527       | 60.2      | 3620        | 6.9              | 23   | 12   | 85.9          | 42        | 63          | 1.5              | 1    | 14-2              |
| 2004      | NE        | 12        | 16   | 16   | 288       | 474       | 60.8      | 3692        | 7.8              | 28   | 14   | 92.6          | 43        | 28          | 0.7              | 0    | 14-2              |
| 2005      | NE        | 12        | 16   | 16   | 334       | 530       | 63.0      | 4110        | 7.8              | 26   | 14   | 92.3          | 27        | 89          | 3.3              | 1    | 10-6              |
| 2006      | NE        | 12        | 16   | 16   | 319       | 516       | 61.8      | 3529        | 6.8              | 24   | 12   | 87.9          | 49        | 102         | 2.1              | 0    | 12-4              |
| 2007      | NE        | 12        | 16   | 16   | 398       | 578       | 68.9      | 4806        | 8.3              | 50   | 8    | 117.2         | 37        | 98          | 2.6              | 2    | 16-0              |
| 2008      | NE        | 12        | 1    | 1    | 7         | 11        | 63.6      | 76          | 6.9              | 0    | 0    | 83.9          | 0         | 0           | 0                | 0    | 1-0               |
| 2009      | NE        | 12        | 16   | 16   | 371       | 565       | 65.7      | 4398        | 7.8              | 28   | 13   | 96.2          | 29        | 44          | 1.5              | 1    | 10-6              |
| 2010      | NE        | 12        | 16   | 16   | 324       | 492       | 65.9      | 3900        | 7.9              | 36   | 4    | 111.0         | 31        | 30          | 1.0              | 1    | 14-2              |
| 2011      | NE        | 12        | 16   | 16   | 401       | 611       | 65.6      | 5235        | 8.6              | 39   | 12   | 105.6         | 43        | 109         | 2.5              | 3    | 13-3              |
| 2012      | NE        | 12        | 16   | 16   | 401       | 637       | 63.0      | 4827        | 7.6              | 34   | 8    | 98.7          | 23        | 32          | 1.4              | 4    | 12-4              |
| 2013      | NE        | 12        | 16   | 16   | 380       | 628       | 60.5      | 4343        | 6.9              | 25   | 11   | 87.3          | 32        | 18          | 0.6              | 0    | 12-4              |
| 2014      | NE        | 12        | 16   | 16   | 373       | 582       | 64.1      | 4109        | 7.1              | 33   | 9    | 97.4          | 36        | 57          | 1.6              | 0    | 12-4              |
| 2015      | NE        | 12        | 16   | 16   | 402       | 624       | 64.4      | 4770        | 7.6              | 36   | 7    | 102.2         | 34        | 53          | 1.6              | 3    | 12-4              |
| 2016      | NE        | 12        | 12   | 12   | 291       | 432       | 67.4      | 3554        | 8.2              | 28   | 2    | 112.2         | 28        | 64          | 2.3              | 0    | 11-1              |
| 2017      | NE        | 12        | 16   | 16   | 385       | 581       | 66.3      | 4577        | 7.9              | 32   | 8    | 102.8         | 25        | 28          | 1.1              | 0    | 13-3              |
| 2018      | NE        | 12        | 16   | 16   | 375       | 570       | 65.8      | 4355        | 7.6              | 29   | 11   | 97.7          | 23        | 35          | 1.5              | 2    | 11-5              |
| 2019      | NE        | 12        | 16   | 16   | 373       | 613       | 60.8      | 4057        | 6.6              | 24   | 8    | 88.0          | 26        | 34          | 1.3              | 3    | 12-4              |
| 2020      | TB        | 12        | 16   | 16   | 401       | 610       | 65.7      | 4633        | 7.6              | 40   | 12   | 102.2         | 30        | 6           | 0.2              | 3    | 11-5              |
| 2021      | TB        | 12        | 17   | 17   | 485       | 719       | 67.4      | 5316        | 7.4              | 43   | 12   | 102.1         | 28        | 81          | 2.9              | 2    | 13-4              |
| 2022      | TB        | 12        | 17   | 17   | 490       | 733       | 66.8      | 4694        | 6.4              | 25   | 9    | 90.7          | 29        | -1          | 0.0              | 1    | 8-9               |
| NFL：22年 | NFL：22年 | NFL：22年 | 335  | 333  | 7753      | 12050     | 64.3      | 89214       | 7.40             | 649  | 212  | 97.2          | 693       | 1123        | 1.63             | 28   | 251-82            |

- 2021年度シーズン終了時（2021年よりシーズン18週制）
- 太字は自身最高記録
- ■はシーズンMVP受賞年
- ■は各年度のリーグ最高記録
- ■はNFL記録

#### ポストシーズン
| 年度 | チーム | 試合 | 試合 | パス      | パス      | パス      | パス        | パス             | パス | パス | パス          | ラン      | ラン        | ラン             | ラン | 記録              |
| 年度 | チーム | 出場 | 先発 | 成功 回数 | 試投 回数 | 成功 確率 | 獲得 ヤード | 平均 獲得 ヤード | TD   | Int  | レイテ ィング | 試行 回数 | 獲得 ヤード | 平均 獲得 ヤード | TD   | 先発出場 試合勝敗 |
| ---- | ------ | ---- | ---- | --------- | --------- | --------- | ----------- | ---------------- | ---- | ---- | ------------- | --------- | ----------- | ---------------- | ---- | ----------------- |
| 2001 | NE     | 3    | 3    | 60        | 97        | 61.9      | 572         | 5.9              | 1    | 1    | 77.3          | 8         | 22          | 2.8              | 1    | 3-0               |
| 2003 | NE     | 3    | 3    | 75        | 126       | 59.5      | 792         | 6.3              | 5    | 2    | 84.5          | 12        | 18          | 1.5              | 0    | 3-0               |
| 2004 | NE     | 3    | 3    | 55        | 81        | 67.9      | 587         | 7.2              | 5    | 0    | 109.4         | 7         | 3           | 0.4              | 1    | 3-0               |
| 2005 | NE     | 2    | 2    | 35        | 63        | 55.6      | 542         | 8.6              | 4    | 2    | 92.2          | 3         | 8           | 2.7              | 0    | 1-1               |
| 2006 | NE     | 3    | 3    | 70        | 119       | 58.8      | 724         | 6.1              | 5    | 4    | 76.5          | 8         | 18          | 2.2              | 0    | 2-1               |
| 2007 | NE     | 3    | 3    | 77        | 109       | 70.6      | 737         | 6.8              | 6    | 3    | 96.0          | 4         | -1          | −0.2             | 0    | 2-1               |
| 2009 | NE     | 1    | 1    | 23        | 42        | 54.8      | 154         | 3.7              | 2    | 3    | 49.1          | 0         | 0           | 0                | 0    | 0-1               |
| 2010 | NE     | 1    | 1    | 29        | 45        | 64.4      | 299         | 6.6              | 2    | 1    | 89.0          | 2         | 2           | 1.0              | 0    | 0-1               |
| 2011 | NE     | 3    | 3    | 75        | 111       | 67.6      | 878         | 7.9              | 8    | 4    | 100.4         | 9         | 10          | 1.1              | 1    | 2-1               |
| 2012 | NE     | 2    | 2    | 54        | 94        | 57.4      | 664         | 7.1              | 4    | 2    | 84.7          | 3         | 4           | 1.3              | 0    | 1-1               |
| 2013 | NE     | 2    | 2    | 37        | 63        | 58.7      | 475         | 7.5              | 1    | 0    | 87.7          | 3         | 6           | 2.0              | 1    | 1-1               |
| 2014 | NE     | 3    | 3    | 93        | 135       | 68.9      | 921         | 6.8              | 10   | 4    | 100.3         | 9         | 13          | 1.4              | 1    | 3-0               |
| 2015 | NE     | 2    | 2    | 55        | 98        | 56.1      | 612         | 6.2              | 3    | 2    | 76.6          | 9         | 19          | 2.1              | 1    | 1-1               |
| 2016 | NE     | 3    | 3    | 93        | 142       | 65.5      | 1137        | 8.0              | 7    | 3    | 97.7          | 9         | 13          | 1.4              | 0    | 3-0               |
| 2017 | NE     | 3    | 3    | 89        | 139       | 64.0      | 1132        | 8.1              | 8    | 0    | 108.6         | 7         | 8           | 1.1              | 0    | 2-1               |
| 2018 | NE     | 3    | 3    | 85        | 125       | 68.0      | 953         | 7.6              | 2    | 3    | 85.8          | 5         | −4          | -0.8             | 0    | 3-0               |
| 2019 | NE     | 1    | 1    | 20        | 37        | 54.1      | 209         | 5.6              | 0    | 1    | 59.4          | 0         | 0           | 0                | 0    | 0-1               |
| 2020 | TB     | 4    | 4    | 81        | 138       | 58.7      | 1061        | 7.7              | 10   | 3    | 98.1          | 13        | −3          | −0.2             | 1    | 4-0               |
| 2021 | TB     | 2    | 2    | 59        | 91        | 64.8      | 600         | 6.6              | 3    | 1    | 90.0          | 1         | 0           | 0                | 0    | 1-1               |
| 計   | 計     | 47   | 47   | 1165      | 1855      | 62.8      | 13049       | 7.0              | 86   | 39   | 90.4          | 114       | 133         | 1.2              | 7    | 35-12             |

- 太字はスーパーボウル出場
- ■はスーパーボウル制覇
- ■はNFL記録

### 勝利記録
- スーパーボウル勝利数：7勝[37]
- プレイオフ勝利数：35勝（NFL starting quarterback playoff recordsを参照）
- カンファレンス王者決定戦勝利数：10勝
- 地区優勝回数：17回
- QB通算勝利数（プレーオフを含む）：278勝
- QB史上最速100勝達成（レギュラーシーズンのみ）：131試合[279]
- 先発QBとして最初の100試合での勝利数：76勝（ロジャー・ストーバックとタイ）[37]
- 先発QBとして最初の200試合での勝利数：155勝（2位はペイトン・マニングの136勝）[37]
- 先発QBとして最初の300試合での勝利数：231勝
- QBによるポストシーズン連勝記録：10試合（2001年シーズンのディビジョナル・プレーオフから2005年シーズンのワイルドカード・プレーオフまで）[37][280]
- QB連勝記録（レギュラーシーズン・ポストシーズンを併せた）：21試合（2003年シーズン第5週から2004年シーズン第6週まで）[280]
- QBホーム連勝記録：31試合（2006年 - 2011年）[37]
- 勝利をおさめたスタジアム数：36

### パス記録
- QBレイティング145以上を記録した試合数：13試合
- 連続0インターセプト記録：パス試投358回（2010年 - 2011年）
- 通算タッチダウンパス回数（レギュラーシーズンのみ）：624回
- 通算パス獲得ヤード（レギュラーシーズンのみ）：84520ヤード[37]

### ポストシーズン
- 通算パス試投数（1589回）・パス成功数（1005回）・パス獲得ヤード（11179ヤード）・TDパス数（73TD）：全て歴代1位[281]
- プレーオフ通算出場試合数：40試合（2位は元チームメイトのアダム・ビナティエリの30試合）[282]
- カンファレンス王者決定戦出場回数：14回

### スーパーボウル
- 通算パス試投数（309回）・パス成功数（207回）・パス獲得ヤード（2071ヤード）・TDパス数（15TD）：全て歴代1位[283]
- 通算出場回数：10試合（2位はジョン・エルウェイの5試合）[282]
- 1試合最多パス試投・成功記録：62回・43回（いずれも第51回スーパーボウル）[283]
- 1試合最多パス獲得ヤード：505ヤード（第52回スーパーボウル）[283]

### 個人賞
- スーパーボウルMVP受賞回数：5回
- 月間最優秀選手勝選出回数：9回（2位はペイトン・マニングの8回）[284]
- 週間最優秀選手賞選出回数：29回   [285]

その他の記録または詳細はNFL個人記録一覧（英語版）を参照

### 自己ベスト

#### シーズン記録
- QBレイティング：117.2（2007年シーズン）
- パッシングヤード：5235（2011年シーズン）
- TDパス：50（2007年シーズン）
- 最少INT：2（2016年シーズン）※2試合以上に先発出場したシーズンで

#### 試合
- QBレイティング：158.3、パーフェクト・パサー・レイティング（2007年シーズン：マイアミ・ドルフィンズ戦、2010年シーズン-デトロイト・ライオンズ戦）
- パッシングヤード：517ヤード（2011年シーズン：マイアミ・ドルフィンズ戦）
- TDパス：6TD（2007年シーズン：マイアミ・ドルフィンズ戦、2009年シーズン：テネシー・タイタンズ戦、2011年シーズン・プレーオフ：デンバー・ブロンコス戦）